# Cathédrale Saint-Front de Périgueux
Ne doit pas être confondu avec Église Saint-Front de Fontet ou Église Saint-Front de Saint-Front.
La cathédrale Saint-Front de Périgueux est une cathédrale catholique romaine, siège du diocèse de Périgueux et Sarlat. Située dans le centre-ville de Périgueux, elle est classée monument historique depuis 1840 et au patrimoine mondial en 1998, au titre des chemins de Saint-Jacques-de-Compostelle en France.
Remontant dans ses premiers jours aux IVe et Ve siècles, l'édifice fut d'abord une église, puis une abbaye avant de prendre le titre de cathédrale au XVIe siècle, à la suite du sac par les huguenots du siège épiscopal, l'église Saint-Étienne-de-la-Cité. Restaurée par Paul Abadie durant la seconde moitié du XIXe siècle, la cathédrale Saint-Front a, comme la basilique Saint-Marc de Venise, un plan en forme de croix grecque et cinq coupoles sur pendentifs qui rappellent la structure de l'église des Saints-Apôtres de Constantinople. L'édifice, d'abord église abbatiale, a pris le nom de celui qui fut, selon la légende, le premier évêque de Périgueux : saint Front.

## Historique

### Cimetières sur le Puy-Saint-Front
Les travaux d'aménagement et les fouilles ont mis au jour au Puy-Saint-Front un nombre important de sarcophages, d'urnes cinéraires et de tombes sous tuiles montrant une occupation très ancienne à des fins funéraires. Les plus anciens sarcophages remontent à l'époque romaine. En 1828, le creusement d'un puits artésien, place de la Clautre, a fait le relevé de l'occupation funéraire de cette place.
Joseph de Mourcin a noté cinq couches de tombeaux de pierre jusqu'à une épaisseur de 3,30 m à partir du niveau actuel. Au contact du substrat a été découverte une pièce de monnaie de Constantin datant du début du IVe siècle. La place de la Clautre a servi de cimetière jusqu'au XIIe siècle. C'est probablement cette fonction de nécropole dès le début du IVe siècle qui y a entraîné l'invention des reliques de saint Front au VIe siècle.

### Premier statut d'église.Monasterium Vetulum
La construction d'une première église au flanc d'une colline dans l'actuelle ville de Périgueux est réputée être due à l'évêque Chronope entre 500 et 536,.
Les invasions normandes qui se déroulèrent dans le Périgord au IXe siècle détruisirent l'église en l'an 845, laissant seulement la plus ancienne partie, découverte par les fidèles au XVIe siècle.
Des murs de cette première église ont peut-être été réutilisés dans les murs de la nef de l'église construite par l'évêque Frotaire.

### Deuxième statut d'abbaye

#### Le monastère construit par l'évêque Frotaire. L'église latine

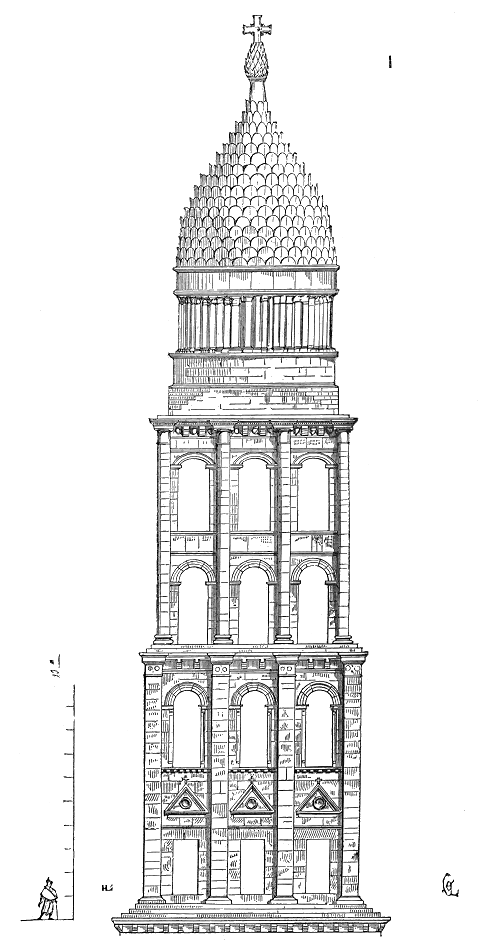
Le clocher de l'abbaye par Eugène Viollet-le-Duc.

Dans le Fragmentum de episcopis Petragoricensibus, composé vers 1182, il est écrit que Frotaire, évêque de Périgueux de 976 à 991, a fait construire le magnum monasterium, l'abbatiale de Saint-Front. Le Gallia Christiana donne la date de 984. Ce monastère a peut-être été fédéré par l'ordre des Bénédictins, à l'emplacement de la première église. Elle a été consacrée le 21 mars 1047,,,,, par l'archevêque de Bourges Aymon de Bourbon.
Cette première église était de plan basilical, L'église avait un transept dont le croisillon nord se trouvait au-dessus d'une confession plus ancienne, peut-être une partie du monasterium vetulum cité dans un texte de 1013, et le croisillon sud était situé au-dessus d'une confession qui était peut-être une dépendance du cloître du XIe siècle. La nef de l'église était couverte d'une charpente en bois. Les murs de la nef ont probablement conservé une partie de la maçonnerie de la première église.
Le chœur était voûté et abritait derrière l'autel le tombeau de saint Front sculpté en 1077 par Guinanond, moine de l'abbaye de La Chaise-Dieu,. Ce tombeau était décoré de nombreuses pierres précieuses et de sculptures, notamment d'un ange peint avec un nimbe réalisé dans des éléments de verre, maintenant conservé au musée du Périgord. L'endroit où reposait le corps de saint Front a été découvert par un chanoine à l'époque de l'évêque Frotaire. C'est également à cette époque qu'a commencé la rédaction de la vie de saint Front.
En 1120, sous l'épiscopat de Guillaume d'Auberoche, le bourg et le monastère du Puy-Saint-Front dont les toitures étaient en bois sont détruits par un incendie,,.

#### L'église à coupoles

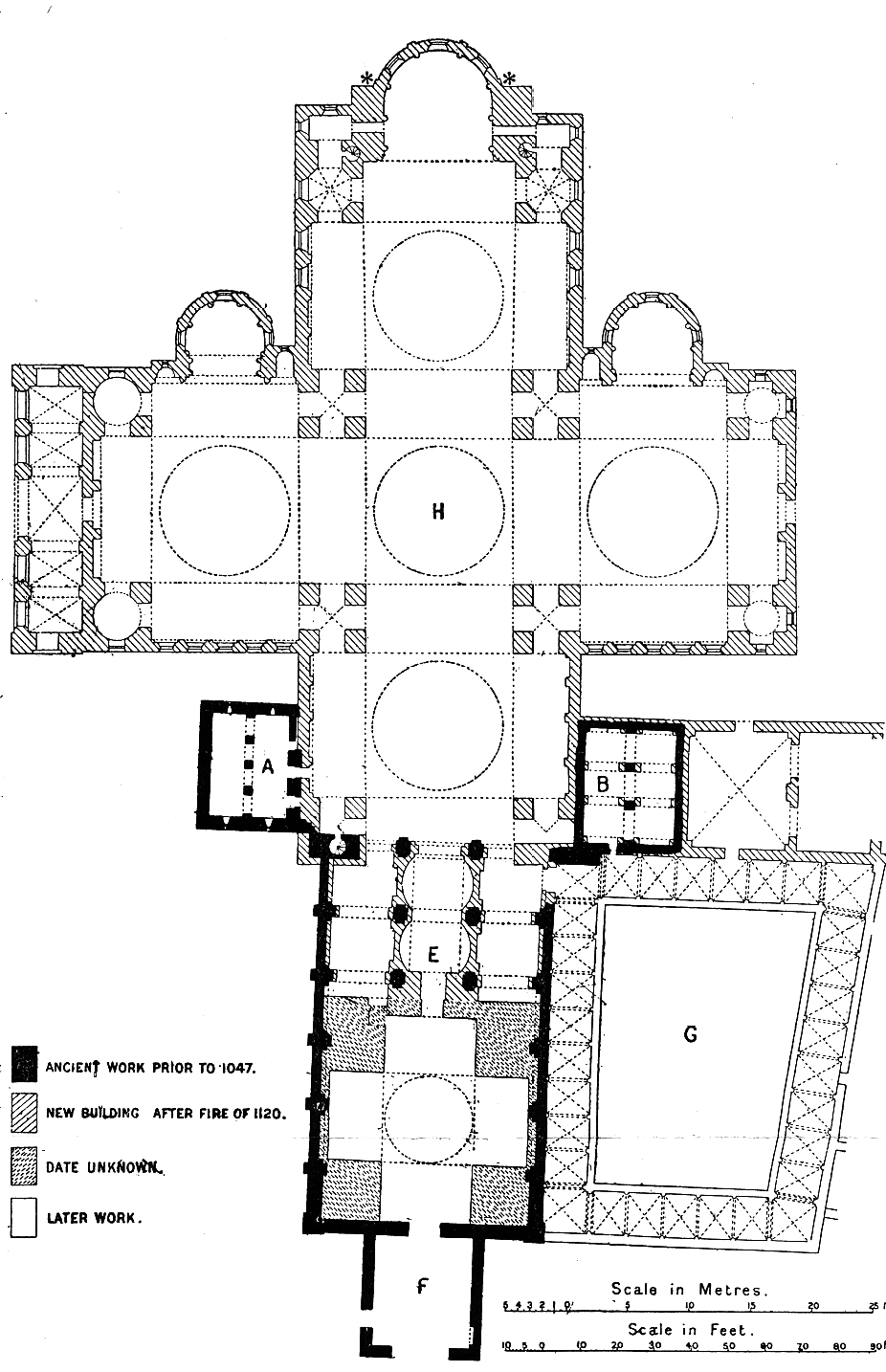
Plan de l'abbatiale au XIII avec les différentes périodes de construction par Richard Phené Spiers en 1896 publié dans le Bulletin monumental (1897).

Afin d'accueillir davantage de pèlerins, notamment ceux se dirigeant vers Compostelle, l'église abbatiale est agrandie par l'ajout d'une église à coupoles sur le modèle de la basilique Saint-Marc de Venise. Ces deux édifices attachés partageaient seulement l'autel. En effet, l'ancienne église avait son chœur à l'est et la nouvelle à l'ouest. La coupole occidentale a été construite à l'emplacement du chœur de l'église latine.
L'église à coupoles avait à l'est un escalier qui permettait d'accéder à la plus vieille depuis les berges de l'Isle,.
Le clocher a été construit au-dessus du tombeau de saint Front. Son architecture originale, ses dispositions particulières au sommet avec un lanternon circulaire de colonnettes supportant une flèche conique à écailles, font penser à un fanal. Il a été construit sur d'anciennes piles de la nef de l'église latine qui ont dû être renforcées.
La construction de l'église à coupoles fut terminée entre 1160 et 1170. Le 3 mars 1173, l'évêque Pierre Minet, assisté de l'archevêque élu de Bordeaux, fait exhumer du chapitre les corps de neuf de ses prédécesseurs où ils avaient été placés après l'incendie de 1120. Ils sont déposés le 4 mars dans neuf niches placés devant l'autel Saint-Barthélemy. L'autel dédié à sainte Catherine est consacré le même jour. L'église à coupoles est donc certainement achevée à cette date.
Guillaume d'Auberoche a été le premier évêque de Périgueux à être inhumé dans l'église à coupoles en 1128, avant son achèvement, puis son successeur, Guillaume de Nanclars, en 1138. Leurs ossements ont été découverts dans le mur sud de la travée occidentale, en 1875
L'église à coupoles fut prolongée à l'est, en 1347, par une chapelle dédiée à saint Antoine de style gothique qui a été restaurée en 1585 par François de Bourdeilles,. Cette chapelle fut dotée par le cardinal Hélie de Talleyrand-Périgord et desservie par des chapelains autonomes.
En 1525, elle fut de nouveau agrandie par la construction d'une église paroissiale nommée Saint-Jean-Baptiste puis Sainte-Anne au nord-est, emplacement actuel de la chapelle de la Vierge.
En 1575, les huguenots pillèrent la future cathédrale en détruisant une grande partie du mobilier et en volant les reliques de saint Front, qui furent emportées et jetées dans la Dordogne,. Parmi celles-ci, une improbable relique gazeuse, « l'éternuement du Saint-Esprit » contenu dans une fiole qui aurait alors été brisée.

### Statut de cathédrale depuis leXVIIesiècle

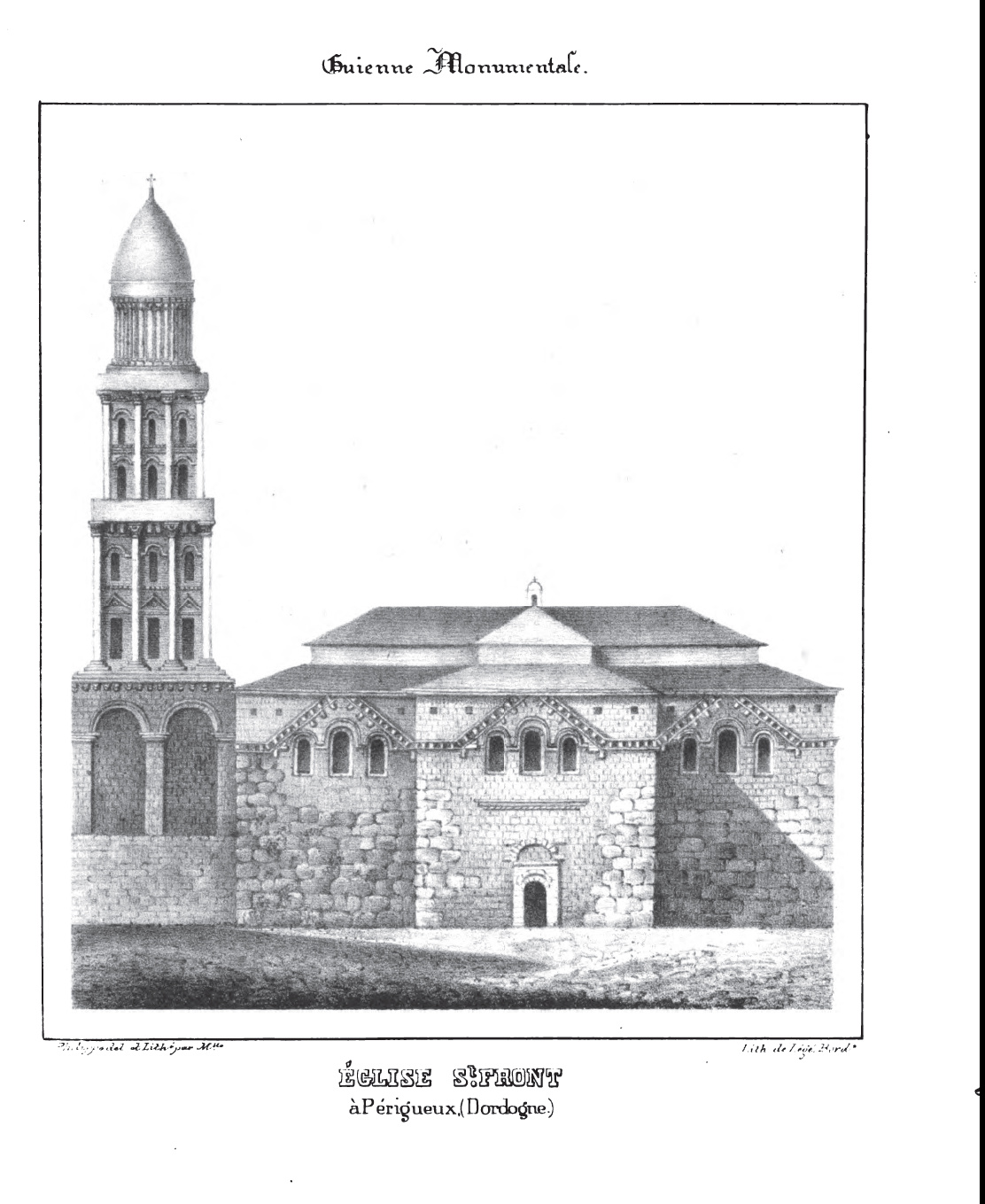
La cathédrale en 1842

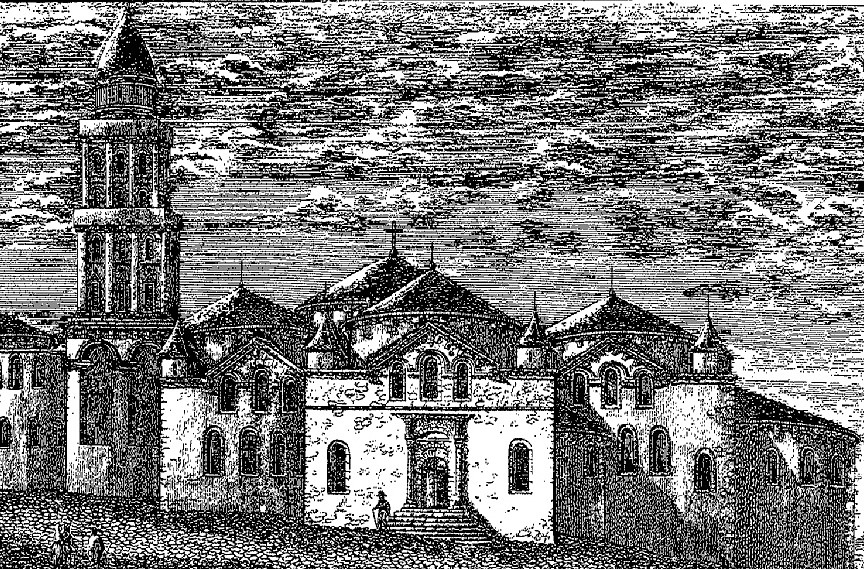
L'église Saint-Front au XII d'après l'abbé Audierne.
Dessin paru en 1840 dans les Annales agricoles et littéraires de la Dordogne

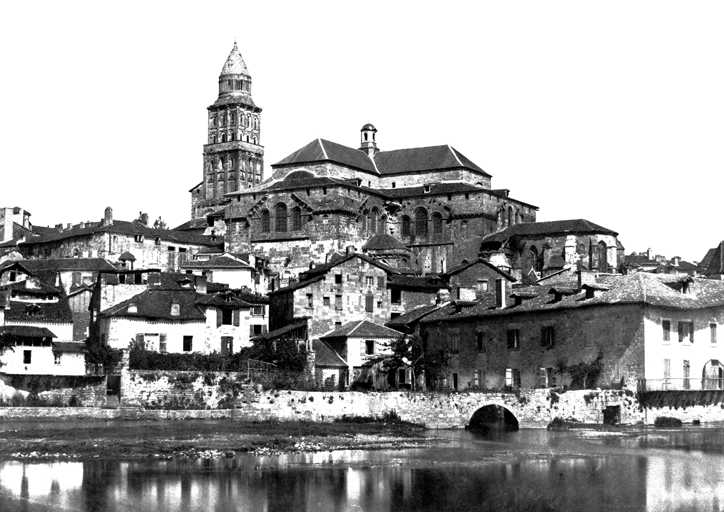
La cathédrale Saint-Front avant sa restauration par Paul Abadie Fils. Photographie de Édouard Baldus en 1852.

#### La cathédrale sous la Réforme protestante
Les destructions faites par les huguenots, lorsqu'ils ont pris la ville entre 1575 et 1577, amenèrent l'abandon de la basilique Saint-Front pendant six années, puis de la cathédrale Saint-Étienne de la Cité qui a été le siège du diocèse jusqu'en 1669. Cette même année, l'église Saint-Front la remplaça comme cathédrale,.
Au début du XVIIe siècle, dans les registres paroissiaux, elle était dénommée « église Monseigneur Saint Front » et parfois « église collégiale Monseigneur Saint Front »[réf. souhaitée].
Entre 1760 et 1764, les coupoles, en très mauvais état, furent recouvertes d'une charpente habillée d'ardoises.
En 1840, la cathédrale est classée au titre des monuments historiques.

#### Restauration de la cathédrale auXIXeet au début duXXesiècle
Un premier projet de restauration de la cathédrale a été dressé par Alexis-Honoré Roché (1757-1828). Le 3 octobre 1826, le préfet Huchet de Cintré demande à Louis Catoire de poursuivre les travaux entrepris par Roché. Le chantier commence sous ses ordres dans la travée sud avec la reprise en sous-œuvre de la coupole et de l'absidiole sud. Son projet est ajourné en 1840 et il continue les travaux en 1841. Il abat la tribune sud construite en 1722 dans le goût de l'époque Louis XV et badigeonne en blanc les piliers. Adolphe Napoléon Didron déclare : « Il faut arrêter le massacre qui se commet dans cette cathédrale ». L'évêque Lostanges meurt en 1835. Il est remplacé par Thomas-Marie-Joseph Gousset jusqu'en 1840, puis par Jean-Baptiste-Amédée George de La Massonnais.
Louis Catoire est en disgrâce avec ce nouvel évêque. L'évêque écrit qu'il « a massacré l'absidiole Sud », et « fait des difficultés au facteur d'orgues Girard pour le grand orgue de la cathédrale ». Le 10 novembre 1841, l'évêque reçoit une lettre du garde des sceaux, ministre des Cultes, qui écrit : « Je m'insurge contre le vandalisme déplorable qui est commis dans la cathédrale de Périgueux, où la partie ornementale de l'édifice restant incomplète, l'architecte croit devoir, après huit siècles, en achever la décoration. Pourquoi avoir substitué des piliers gothiques à des chapiteaux corinthiens, mutilé l'absidiole Sud en la badigeonnant au lait de chaux ? Il paraîtrait, entre autres choses, que l'on étoupe les fenêtres des combles en remplissant les vides au moyen d'une maçonnerie de moellons… J'exprime à M. le Préfet mon vif étonnement. Je vois des travaux de ce genre entrepris par un architecte du gouvernement, et tolérés par ce fonctionnaire, sans autorisation, dans un édifice appartenant à l'État ». Louis Catoire arrête alors les travaux. Maximilien Lion est envoyé en 1841 pour inspecter les travaux de Catoire. Il propose la suppression des toitures qui recouvrent les coupoles,. Eugène Viollet-le-Duc est à Périgueux du 5 au 7 septembre 1842, et ne dit rien sur la cathédrale. Catoire perd son poste le 30 octobre 1849.
L'évêque de Périgueux écrit le 15 mars 1849 qu'il attend le nouvel architecte, Paul Abadie. Celui-ci a été officiellement nommé architecte diocésain de Périgueux le 30 janvier 1854 tout en prenant ses fonctions avant, probablement en 1852, car il est remercié pour sa restauration de l'absidiole sud achevée en 1854. La restauration de l'église Saint-Front, réalisée par Paul Abadie, futur architecte de la basilique du Sacré-Cœur à Paris qui n'est pas sans ressemblance avec la cathédrale Saint-Front, se déroule de 1852 à 1895.
Paul Abadie a été l'architecte de la cathédrale jusqu'en 1883 avant d'être remplacé, en 1884, par Paul Boeswillwald, jusqu'en 1907. L'architecte Émile Vauthier est l'inspecteur des travaux des édifices diocésains jusqu'à sa mort. Alexandre Antoine Lambert est inspecteur diocésain chargé du suivi des travaux de la cathédrale à partir de 1866, après la mort d'Émile Vauthier,. La restauration a reçu l'appui du ministre Pierre Magne pour son financement.
Les infiltrations d'eau dans les coupoles s'étaient produites avant qu'elles ne soient recouvertes par un toit en tuiles canal. La difficulté de mener à bien cette restauration a provoqué une réaction en chaîne, qui a conduit Paul Abadie à démonter puis à remonter pierre à pierre toute la cathédrale. Entre 1855 et 1858, les coupoles sud et nord sont reconnues dangereuses, surtout cette dernière qui est finalement démolie sous ordre du comité des inspecteurs généraux des édifices diocésains.
La coupole sud est remplacée en 1864, celle de l'est entre 1867 et 1871.
Abadie et d'autres architectes font ajouter les clochetons qui sont observés aujourd'hui. La cathédrale ne conserve que son clocher du XIIe siècle. Son aspect original avec ses coupoles est rétabli quand Paul Abadie redessine l'ensemble de l'architecture tout en respectant le plan et les volumes de l'édifice. La chapelle Sainte-Anne qui avait été construite en style Renaissance, en 1524, comme église paroissiale à l'emplacement de l'absidiole nord romane a été détruite et remplacée par une absidiole néo-romane dédiée à la Vierge et le jardin Dabert. La chapelle axiale dédiée à Saint-Antoine, construite vers 1350 par les Talleyrand, dotée par le cardinal de Périgord, est, elle aussi, remplacée. Les cryptes du XIIe siècle n'ont pas été modifiées,.
En 1877, cette conception de la restauration par Paul Abbadie a été critiquée.
Paul Abadie avait demandé la démolition et la reconstruction du clocher. Après sa mort, le ministère des Cultes a désigné une commission pour répondre à deux questions :
1. Faut-il démolir et rétablir à neuf la partie haute du clocher ?
2. Faut-il démolir le massif formant contrefort sur la façade de la tour ?

La commission a répondu négativement aux deux questions. Elle propose de restaurer les parties des maçonneries écrasées, effritées ou détruites. La conservation des contreforts ne permet pas de reconstruire l'église latine. Il est demandé à Louis-Clémentin Bruyerre, nommé architecte diocésain de Périgueux le 19 février 1883 et membre de la commission, de présenter une étude de restitution de l'ancienne église latine pour la classer dans les archives de la direction des cultes.
En 1889, la façade de l'église latine et le cloître sont à nouveau classés au titre des monuments historiques.
En 1906, Edmond Turcot, inspecteur général des édifices diocésains, a dressé un tableau des dépenses engagées pour la restauration des édifices diocésains depuis 1853. Pour la cathédrale de Périgueux les sommes engagées sont de 2 945 000 francs.
En 1908, Alexandre Antoine Lambert est remplacé par Maxime Dannery comme architecte diocésain à Périgueux. Il assure la réfection du cloître sous lequel il rassemble les vestiges de la dernière restauration et commence la construction des sacristies.

#### De la restauration à aujourd'hui
La cathédrale est inscrite depuis 1998 au Patrimoine mondial de l'Humanité dans le cadre des chemins de Saint-Jacques-de-Compostelle, via Lemovicensis.
Entre 1999 et 2002, la DRAC d'Aquitaine a confié à Françoise Perret, restauratrice à Sergeac, la restauration de l'ensemble du Chemin de croix peint par Jacques-Émile Lafon entre 1849 et 1851.
Les abords de la cathédrale ont été rénovés en 2013-2014 pour en améliorer l'accessibilité, ,. Un nouveau pavage de la rue Taillefer et de la place de la Clautre devant la cathédrale est réalisé en 2024.
Des travaux de restauration du transept sud sont entrepris en 2025 pour consolider la coupole sud. Des études ont montré que cette partie de la cathédrale a tendance à se décrocher du chœur pour basculer du côté du plus grand dénivelé. Pour bloquer ce décrochage, des tirants doivent être installés dans l'épaisseur de ces murs au niveau du triforium. Les échafaudages permettent le nettoyage des vitraux par l'Atelier du Vitrail de Limoges, continuateur du maître verrier Francis Chigot, et l'Atelier Vitrail France , du Mans. D'autres travaux de consolidation sont prévus sous la direction de l'architecte en chef des monuments historiques.

## Description de l'édifice
Elle a été construite au XIIe siècle dans un style mêlant les influences romane et byzantine.
La cathédrale est propriété de l'État depuis la loi du 9 décembre 1905.

### Extérieur

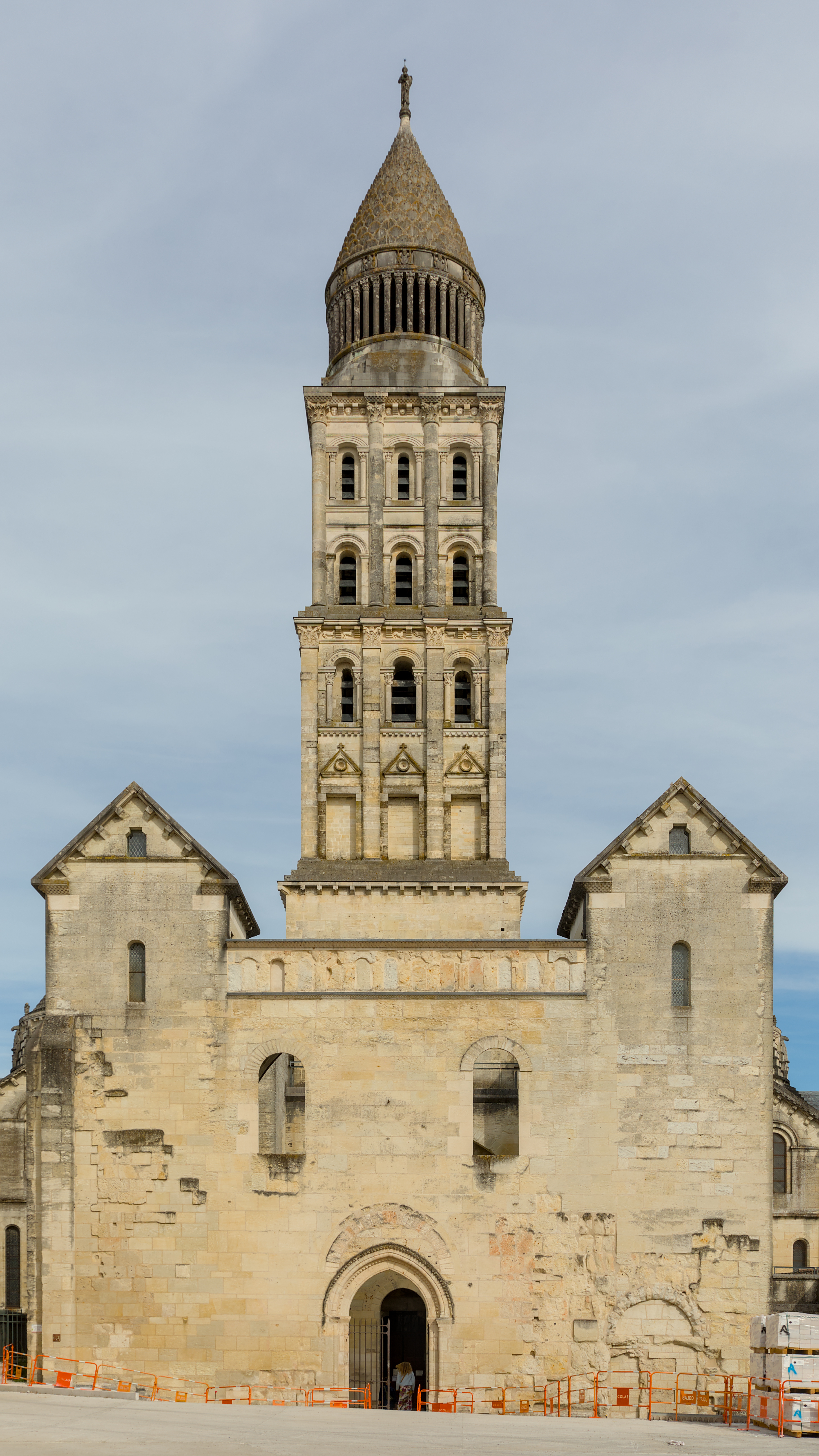
La cathédrale vue depuis la place de la Clautre : la façade de l'église latine restaurée par Paul Boeswillwald, le clocher et le croisillon nord de l'église à coupoles.

Du côté nord de la cathédrale se situe le porche de l'édifice mesurant 25 m de long, avec une terrasse comptant cinq travées, l'ensemble ayant été réalisé par Paul Abadie. Le porche est resté intact depuis la construction de la première église; il a été consolidé par une muraille à la suite de l'incendie de 1120. À l'intérieur de cette dernière a été aménagée une galerie possédant de nombreux mâchicoulis. La porte qui donne sur cette galerie, nommée la « porte du Gras » ou « porte du Greffe » parce qu'il fallait monter plusieurs degrés, date de 1581, comme en témoigne l'inscription figurant au-dessus des voussoirs. Elle a été refaite pendant les temps modernes. Des statues équestres de Louis IX de France et de Jeanne d'Arc avaient été prévues dans chaque angle du porche, mais cela ayant été refusé par la ville de Périgueux, elles ont été installées dans la basilique du Sacré-Cœur de Montmartre.
À l'est, le chevet domine le square Dabert, qui permet d'accéder aux cryptes situées sous les coupoles nord et sud, pouvant dater du XIIe siècle. Il existe deux salles annexes et deux cryptes. La première, appelée la « crypte des évêques », est dédiée aux derniers évêques de Périgueux. La deuxième sert de lieu de conservation des anciens blocs architecturaux de la cathédrale. Il y a aussi la grotte de Saint-Front, où a vécu le saint comme ermite au IVe siècle. Elle est accessible au public seulement pendant les journées européennes du patrimoine.
La porte dite du Thouin, au sud, ayant un tympan sans aucun décor et de grandes consoles fantaisistes, permet de passer du cloître de la cathédrale au jardin du Thouin. Mesurant huit mètres de haut et cinq de large, elle était auparavant la troisième entrée de la basilique Saint-Front.
À l'ouest, depuis la place de la Clautre, au-dessus de l'arc fracturé, est visible un deuxième arc en plein cintre qui surplombe l'ancien portail.
En 2019, des observateurs de la ligue pour la protection des oiseaux (LPO) ont repéré un couple de faucons pèlerins nichant sur le toit de la cathédrale.
Depuis l'été 2019, les visiteurs peuvent parcourir avec un guide les toits en suivant un itinéraire sécurisé.

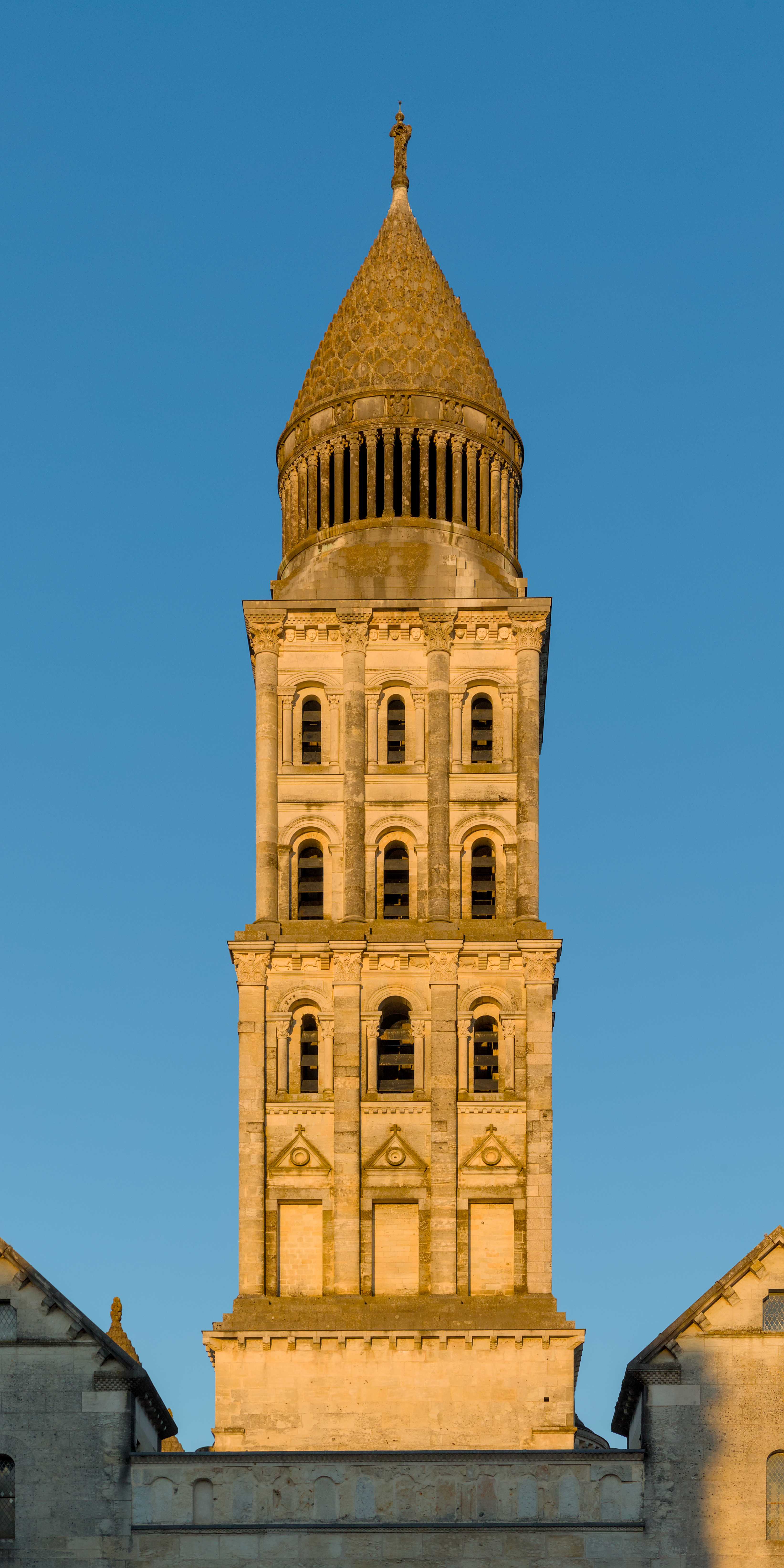
Le clocher en fin d'après-midi.

#### Clocher et clochetons

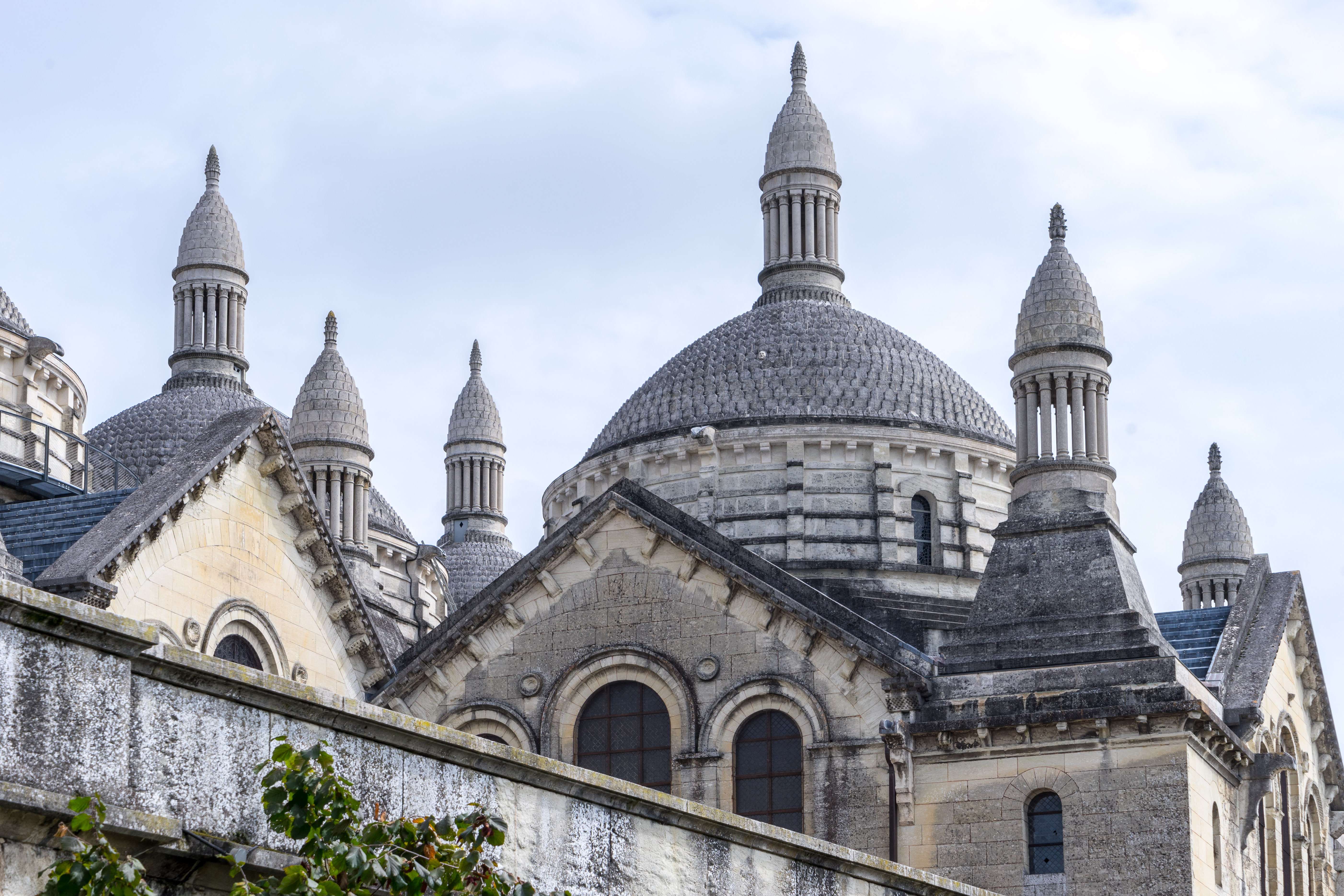
L'équilibre des poussées des coupoles, en partie assuré par le contrebutement mutuel de celles-ci, est complété par des clochetons couronnés de pyramidions à colonnettes.

Le clocher de la cathédrale Saint-Front s'élève à 62 mètres. Construit à une date inconnue, les historiens savent qu'il a été reconstruit après l'incendie de 1120. Il a une base rectangulaire qui passe successivement au carré, à chaque étage. Pour cette raison, il est aujourd'hui renforcé par de nombreux contreforts afin de supporter son poids. À l'intérieur du clocher, au premier étage, est aménagée une galerie ayant comme seul accès à la lumière une fenêtre ornée de colonnes corinthiennes. Le deuxième étage, mesurant 10,45 m de hauteur, est composé de pilastres de différents types, d'une architrave, d'une frise, de sculptures d'agneaux, d'une corniche reposant sur une cimaise, ainsi que d'autres détails.
Le troisième étage, mesurant 9,55 m de hauteur et ressemblant au deuxième, est entouré lui aussi d'une galerie. La taille des fenêtres, quant à elle, se réduit au fil des étages. Chaque étage suit un plan géométrique précis et différent des autres étages. Le clocher est surplombé d'une coupole conique mesurant 8 m de hauteur et 7 m de diamètre et ressemblant à une pomme de pin. Le clocher est surmonté d'un ange dû au sculpteur bordelais Maura.
Depuis la restauration d'Abadie, les coupoles et les douze piles d'angles sont dominées par les vingt-trois clochetons. Paul Abadie répéta cette décoration pour le Sacré-Cœur de Paris.

#### Système de toiture
Des feuilles de plomb, appliquées directement sur l'extrados des seize grands arcs presque perpendiculaires, forment la toiture de la cathédrale, comme pour la plupart des édifices de style byzantin.
La toiture n'est pas composée de bois, d'autres métaux ou de tuiles, comme les édifices byzantins les plus pauvres. Dans la toiture, chaque arc se manifeste par un escalier à giron rampant et à double montée. Au-dessus des quatre piliers de la coupole centrale se joignaient les marches des arcs opposés, établissant ainsi des courants d'eau pluviale que quatre gargouilles rejetaient avec des jets d'eau depuis les angles de la croix grecque, giclées incomparables aux autres cathédrales du XIIIe siècle par l'orientation de la trajectoire des eaux,.
Des gargouilles jaillissaient les eaux de la moitié de la toiture, formant des cascades de 25 m de hauteur. À cause de l'eau, la pierre a changé de couleur au fil du temps.

### Intérieur

#### Les voûtes et le plan

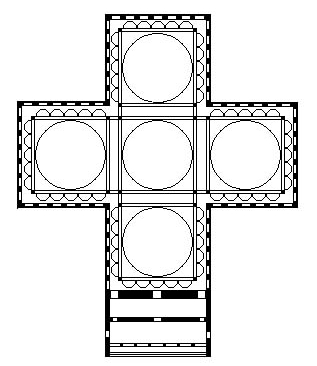
Plan de l'ancienne église des Saints-Apôtres de Constantinople, prototype des églises à plan centré en croix grecque et à cinq coupoles (1re moitié du VIe siècle).
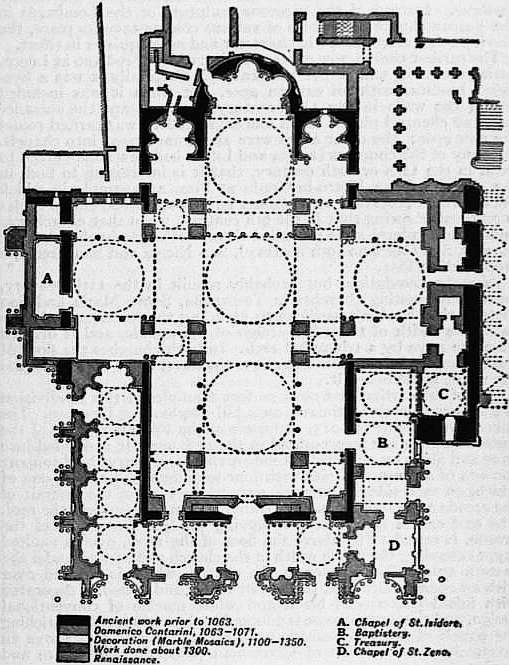
Plan de la basilique Saint-Marc de Venise (XIe siècle).
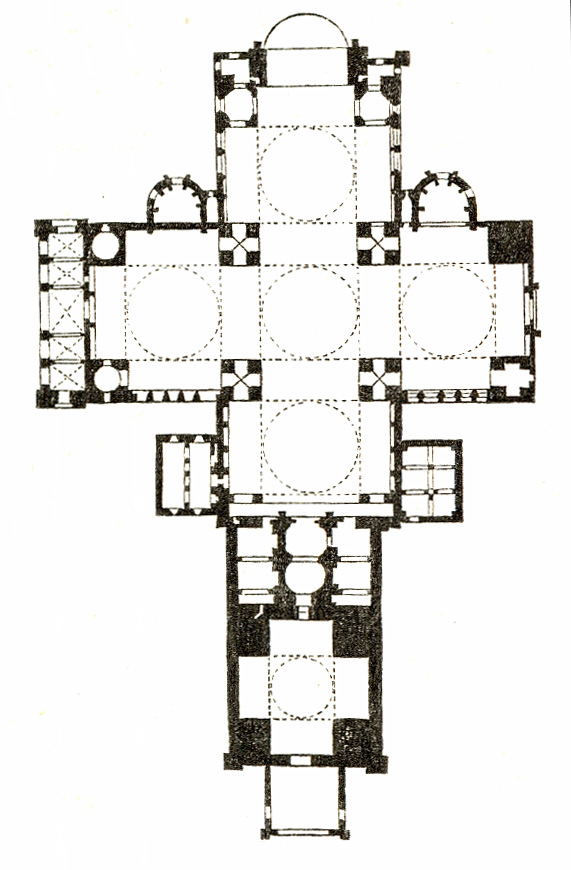
Plan de la cathédrale Saint-Front.

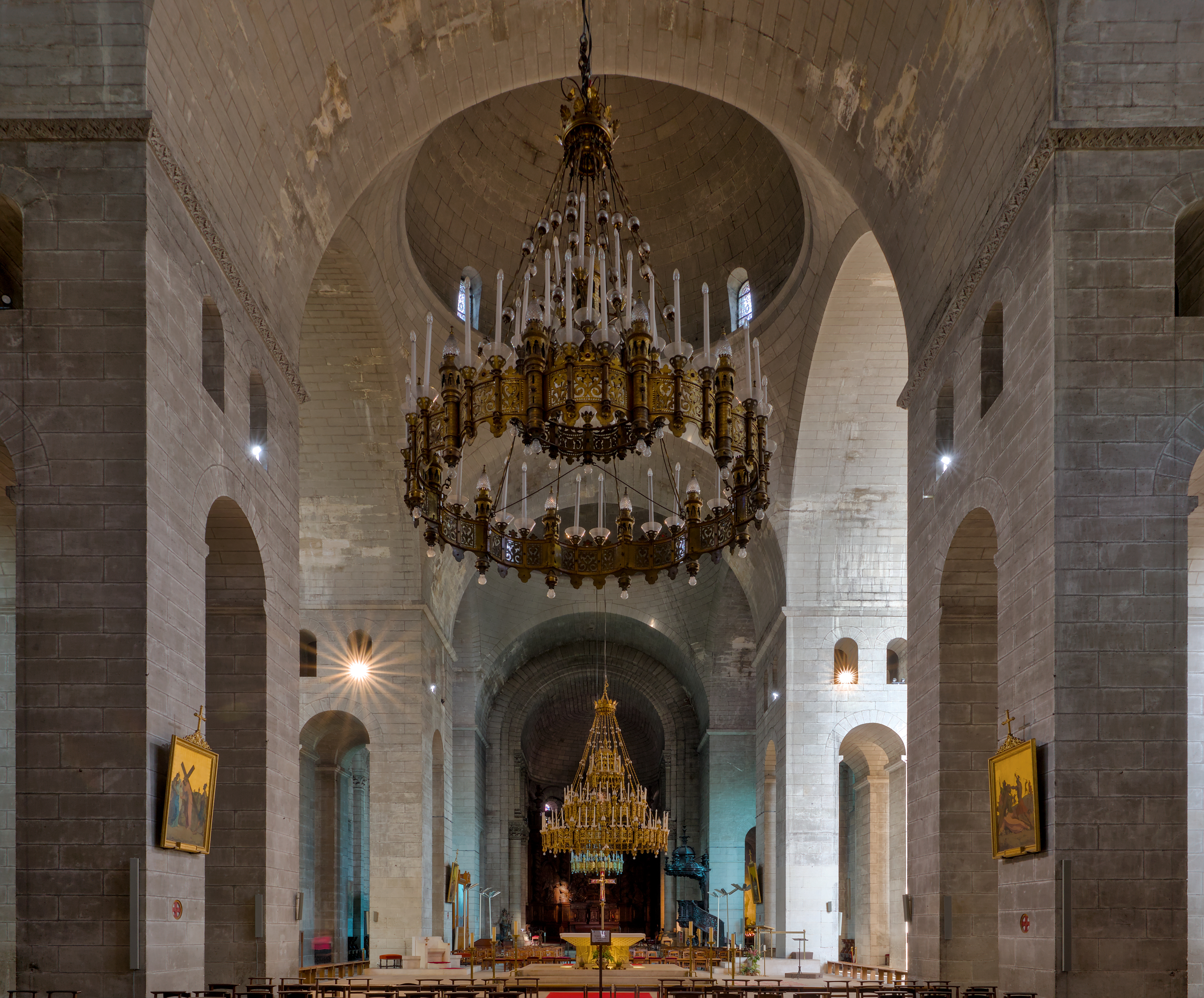
Intérieur de la cathédrale

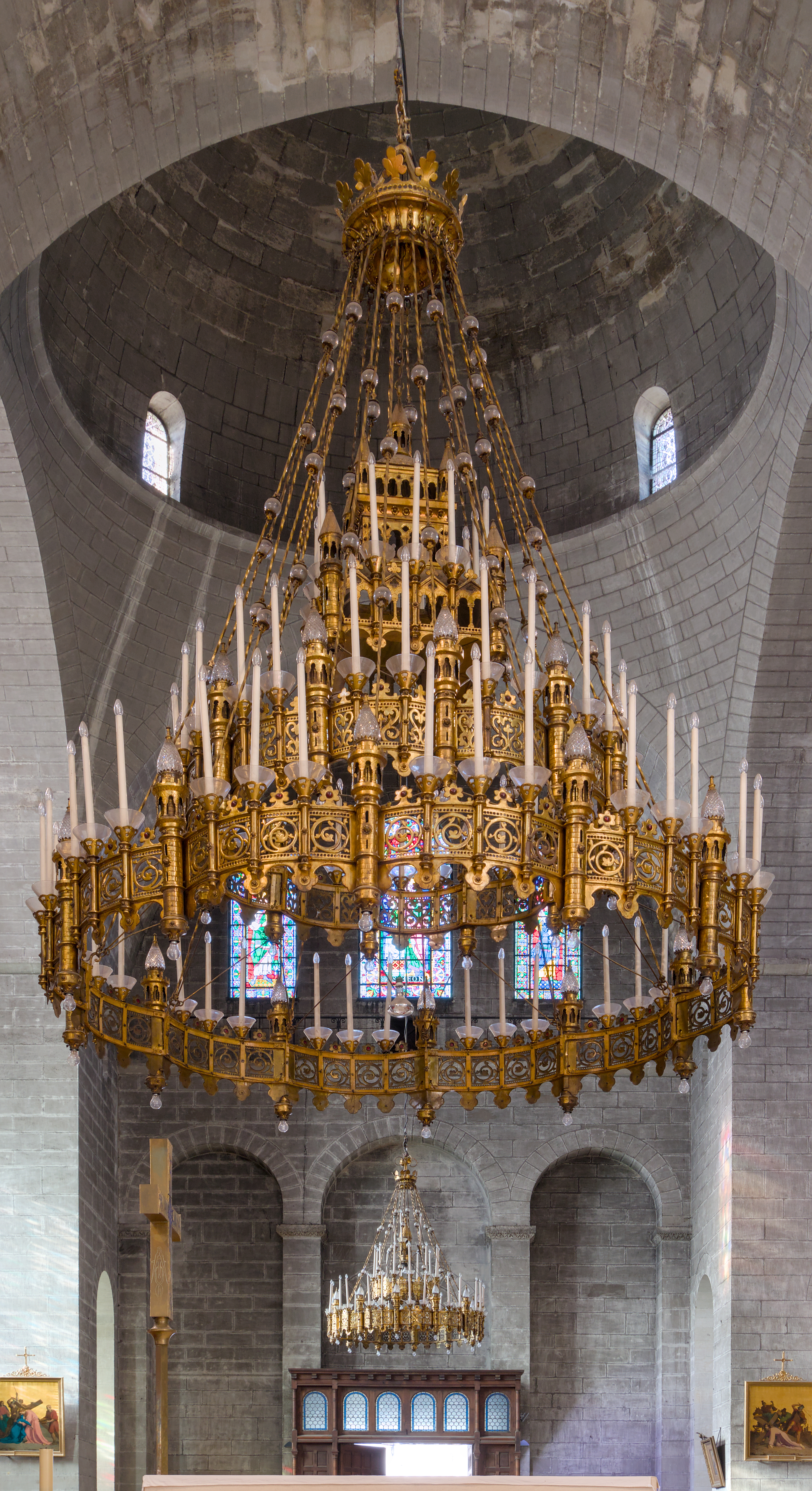
Chœur et lustre central de la cathédrale.

Sur le modèle de la basilique Saint-Marc de Venise,,,,, le plan de la cathédrale est en forme de croix grecque et ses cinq coupoles à clochetons annoncent une parenté singulièrement directe avec les édifices religieux de l'architecture byzantine, comme l'église des Saints-Apôtres de Constantinople, qui a servi elle aussi d'inspiration pour les architectes de la cathédrale Saint-Front. Les coupoles de la cathédrale Saint-Front étaient autrefois de dimensions différentes ; elles ont été remodelées par Paul Abadie pour qu'elles aient une taille unique ; de plus, les cinq coupoles sont symétriques. Les piliers portant les charges de la superstructure font 6 mètres de côté, charges quand même atténuées par deux passages perpendiculaires. La concavité des pendentifs permet d'accéder aisément du plan de base carrée au cercle supérieur. Les coupoles sont inaccessibles au public pour raisons de sécurité.
Les chapiteaux couronnant les piliers de la cathédrale sont typiques de l'ordre corinthien et sont décorés de feuilles d'acanthe. Ils sont éparpillés dans l'ensemble de l'édifice. L'entablement surplombant les colonnades est comparable à celui du panthéon de Rome, par la simplicité de sa disposition.
Sous la coupole nord, de chaque côté de l'entrée principale, se trouvent, à l'est, les fonts baptismaux et à l'ouest une plaque commémorative, bénite le 25 juillet 1999 par Gaston Poulain, évêque du diocèse, sans aucune autre information supplémentaire, à part la signature de l'association l'ayant conçue. Récemment rénovée, l'absidiole abrite l'autel de la Vierge et a été repensée par Paul Abadie pour remplacer la chapelle extérieure, succédant à l'absidiole romane d'origine, datant de 1524.
Avant 1968, la coupole orientale abritait le chœur, ce qui explique sa hauteur légèrement supérieure aux autres. La restauration d'Abadie a détruit la chapelle Saint-Antoine datant du XIVe siècle placée sous la coupole est, qui était, à cette époque, accolée à la cathédrale.
La coupole sud protège l'absidiole constituée d'anciens murs et d'une niche. Avant 1968, l'autel du Sacré-Cœur, situé sous la coupole, conçu en marbre, a pendant longtemps été celui où les messes étaient célébrées. Il date du XVIIIe siècle et provient de la chartreuse de Vauclaire,.
Le grand orgue se situe sous la coupole ouest, endroit d'accès à la vieille église. Aux XIe et XIIe siècles, le chœur fréquenté par les deux églises était à cet endroit. De chaque côté, se trouvent deux chapelles destinées à accueillir des reliques. Celle du nord, datant du VIIe siècle, a perdu une travée et son étage ajouté au XIIe siècle lors de travaux, et c'est actuellement la chapelle honorant saint Jacques. Celle du sud, datait, pour sa part, du IXe siècle.
En 1968, sous la coupole centrale, le sol a été surélevé pour y installer le chœur de la cathédrale. L'autel de pierre qui s'y trouve est une œuvre d'Yves-Marie Froidevaux et la décoration (bas-relief) est de Roland Guillaumel. La chaire représente les évangélistes sur le tour de la cuve.
Les cinq lustres suspendus sous chaque coupole, représentant la Jérusalem céleste, ont été dessinés par Paul Abadie et ont éclairé le 29 janvier 1853 le mariage religieux de Napoléon III et Eugénie de Montijo à la cathédrale Notre-Dame de Paris.

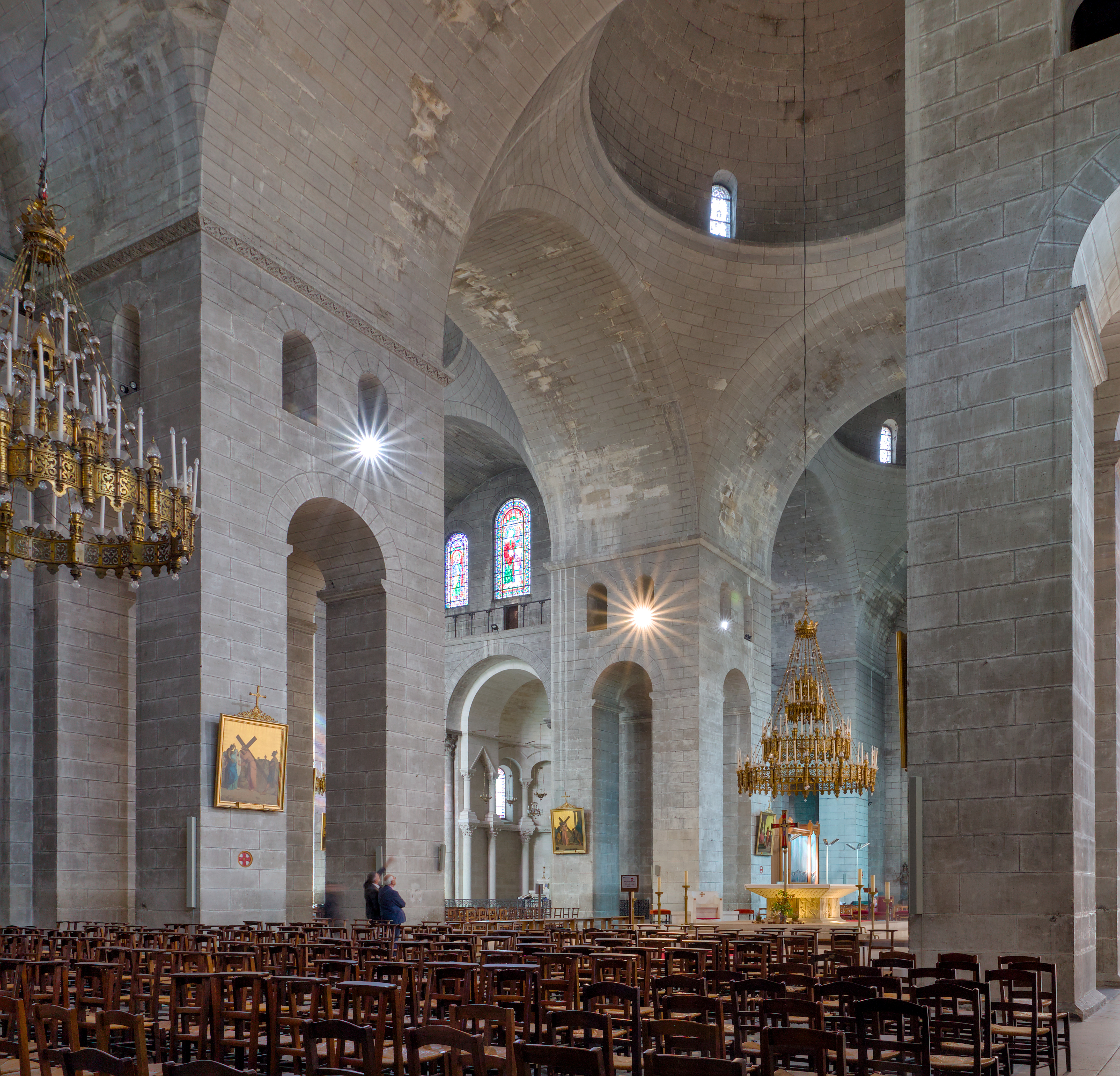
Vue en diagonale de la nef et du choeur.
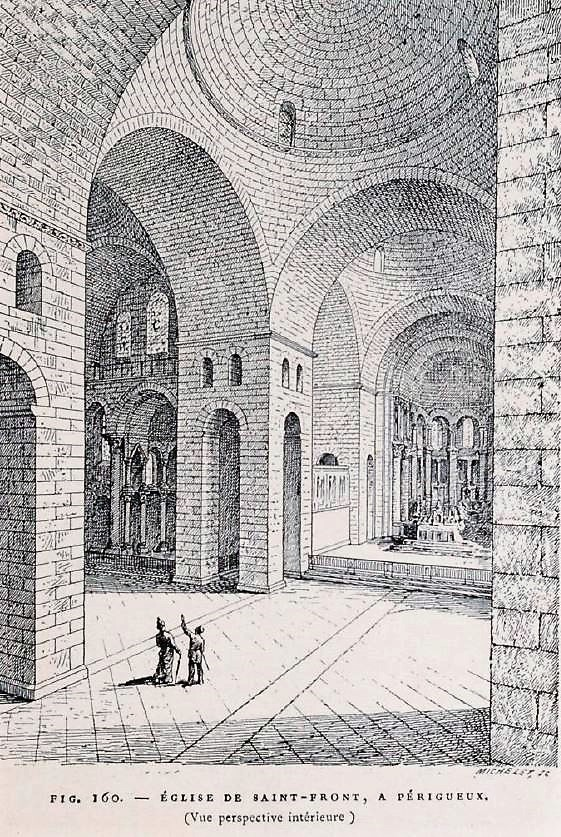
Vue intérieure de la cathédrale par Édouard Corroyer (1835-1904), in L'architecture romane, 1888.
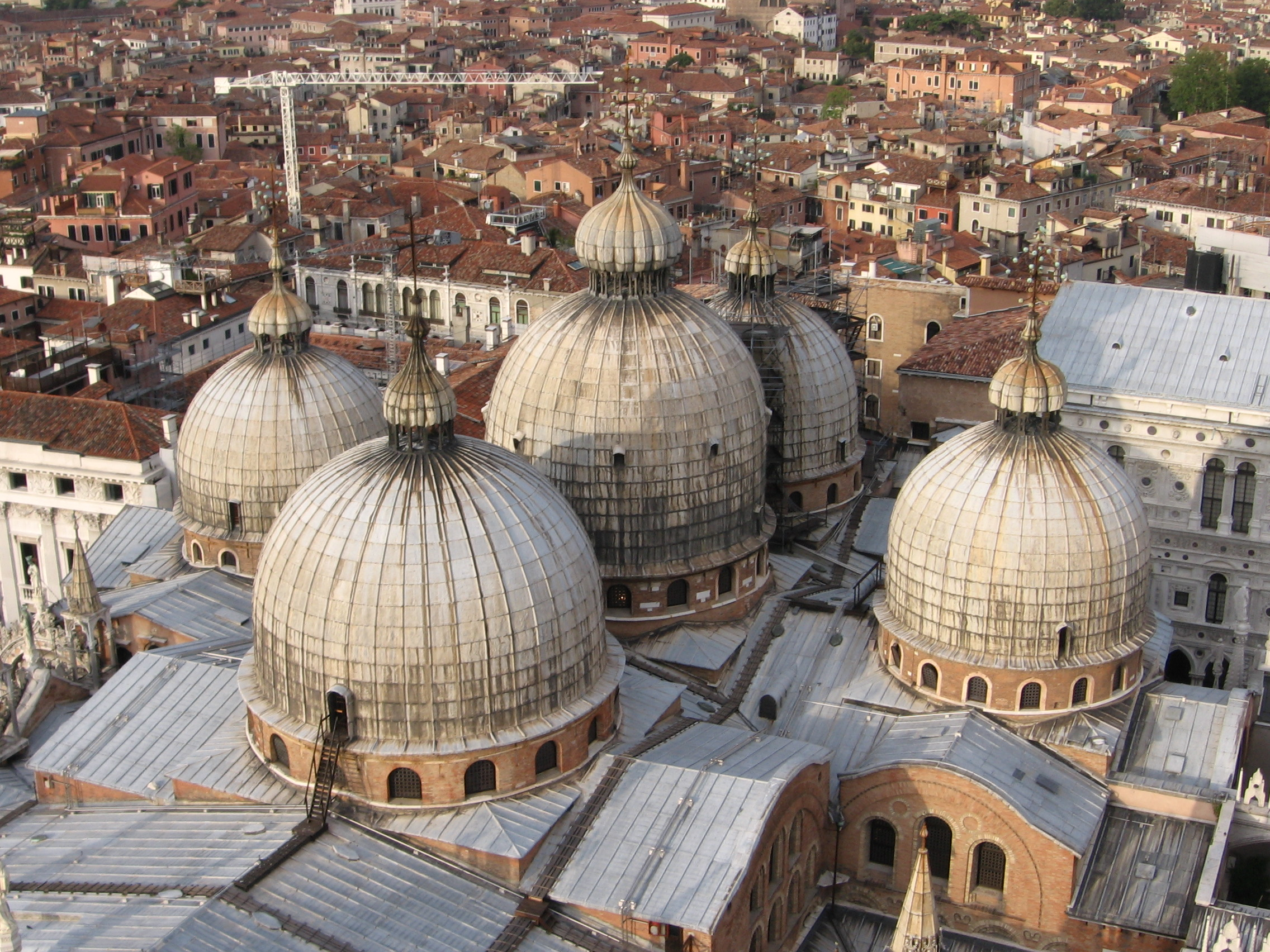
Coupoles de la basilique Saint-Marc de Venise, son plan en croix grecque à cinq coupoles est similaire à Saint-Front de Périgueux. Le modèle est l'église des Saints-Apôtres à Constantinople aujourd'hui disparue.
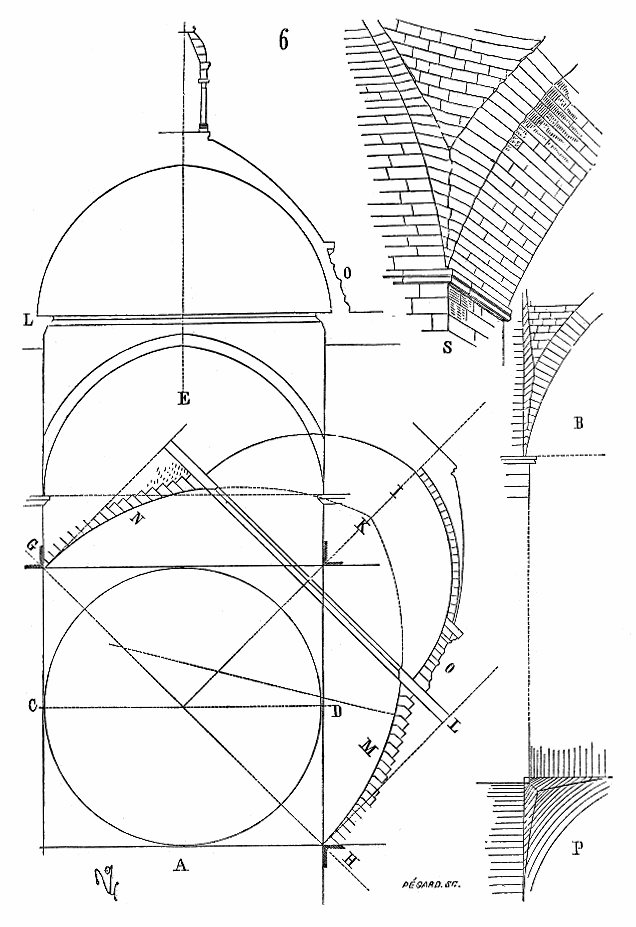
Schéma représentant les tracés d'une coupole de la cathédrale.
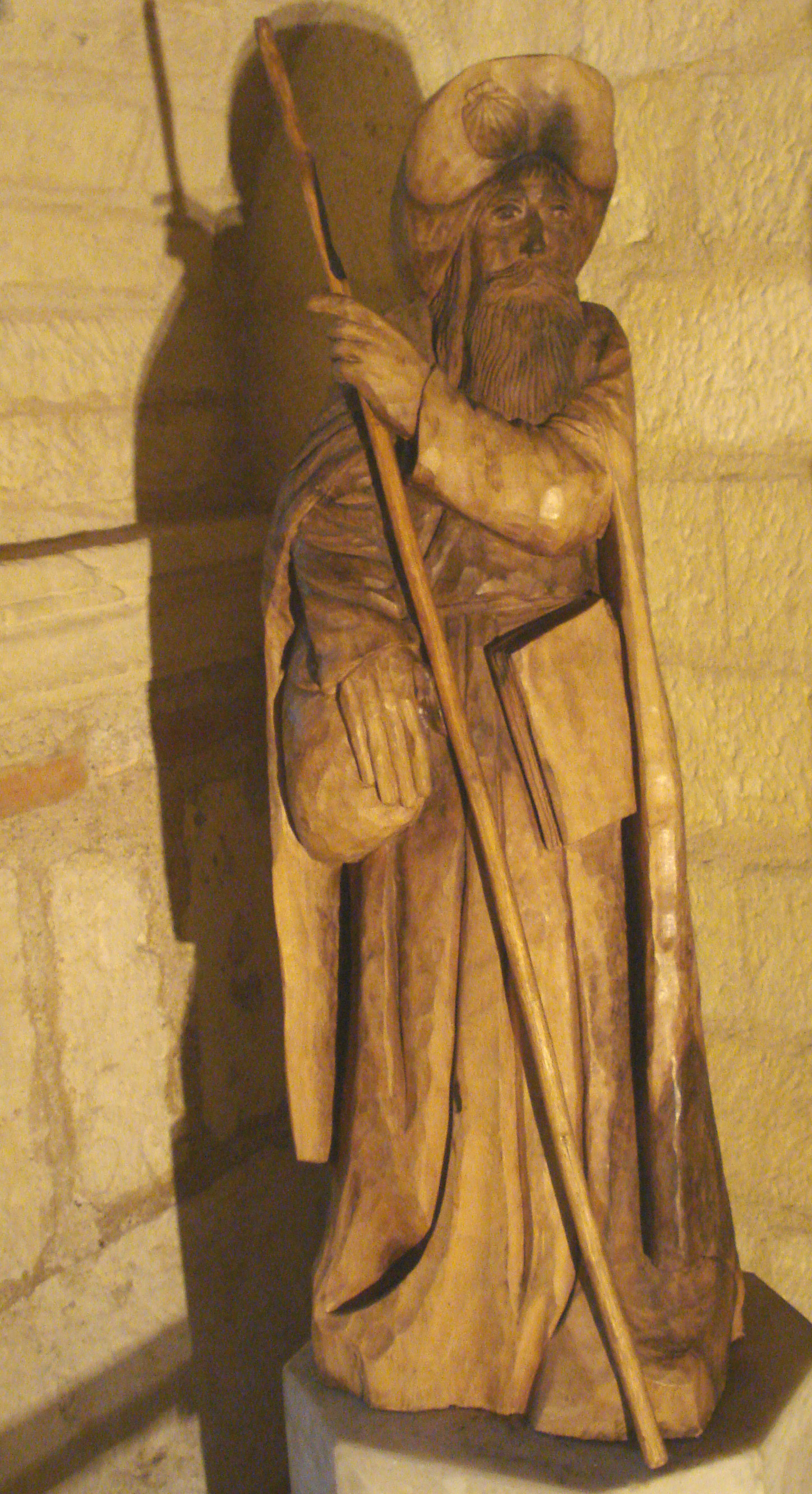
Statue d'un pèlerin de saint Jacques dans la cathédrale.
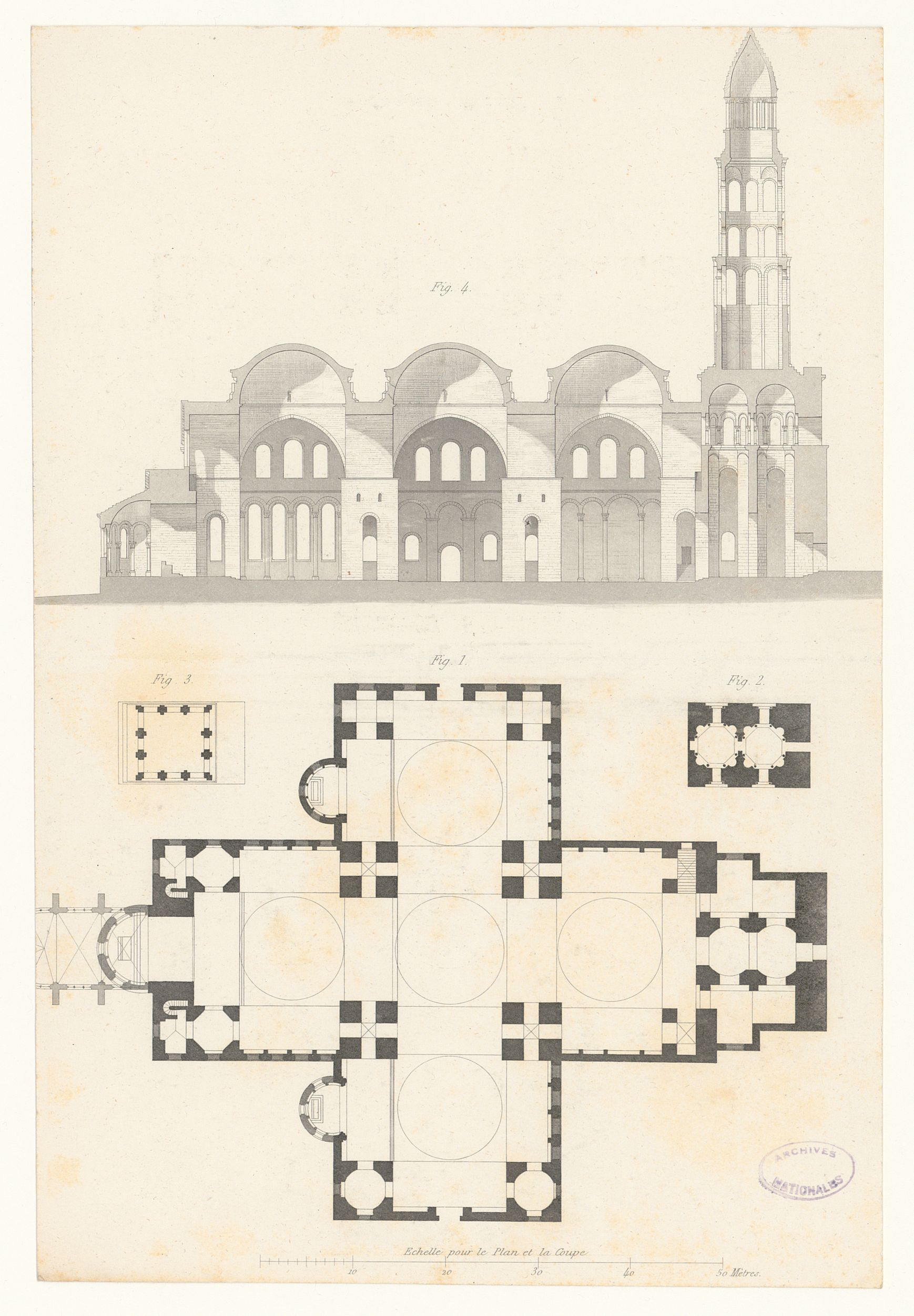
Plan et coupe de la cathédrale de Périgueux.
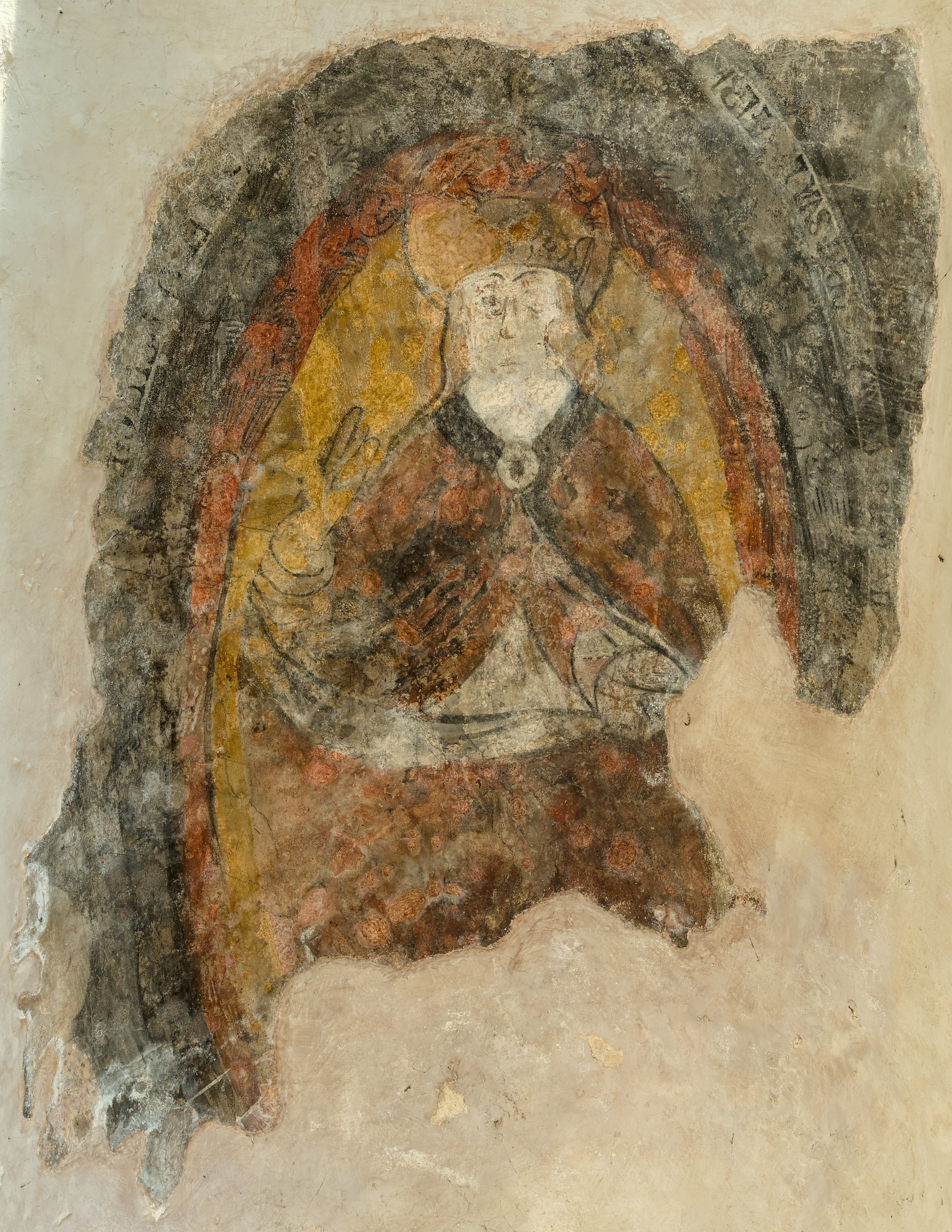
Restes de peintures murales.

#### Les peintures
Le but des peintures a toujours été, pour le premier architecte comme les suivants, de décorer et de cacher « la nudité des murailles ».
En 1178, Pierre de Mimet commanda des peintures de treize de ses prédécesseurs et une de lui-même, afin de les exposer sur les murs de l'abbaye. En 1587, les pluies abîmèrent les tableaux même si certains visages et noms étaient encore identifiables.
Une des deux anciennes églises située au sud (IXe siècle) compte deux tableaux, représentant saint Bernard et saint Benoît, datant de la fin du XVe siècle, et également une copie de La Cène de Léonard de Vinci.
Dans la coupole sud, la niche contient une peinture murale du XVIe siècle.
La plupart des peintures ont disparu entre le XVIe et le XIXe siècle ; il en va de même pour les fresques, abîmées par le temps.

### La vieille église ou église latine
La vieille église, d'architecture plutôt latine, est l'ancienne portion de la cathédrale, adjacente à la coupole ouest, composée de deux constructions mérovingienne et carolingienne. Elle est accessible par un portail du XIIe siècle, situé dans la place de la Clautre. La façade de la vieille église mesure 20 m de haut pour 20 m de large. La section d'époque mérovingienne, constituée d'une nef unique, est actuellement à ciel ouvert. La structure repose sur des piliers avec dans chaque angle des murs quatre tours. Ces piliers devaient normalement maintenir une coupole qui n'a jamais été édifiée. La section d'époque carolingienne supporte le clocher du XIIe siècle depuis l'incendie de 1120. Dans le passé, l'autel de cette église se situait sous l'actuelle coupole ouest, sur la crypte de Saint-Front aujourd'hui disparue et entre les deux chapelles qui étaient destinées à abriter des reliques.

### Le monastère et le cloître

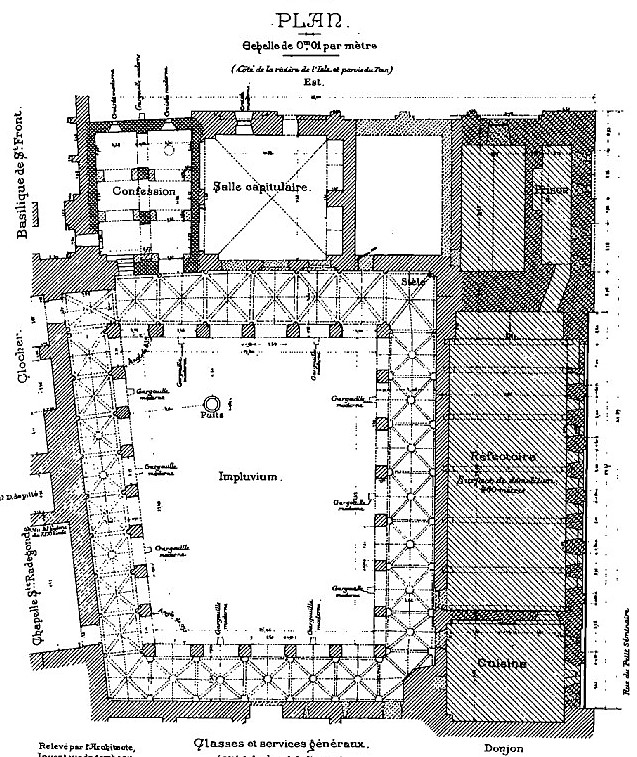
Plan du cloître de la cathédrale avant la démolition de bâtiment adossé à galerie sud, en 1898. (Bulletin de la SHAP, 1898).

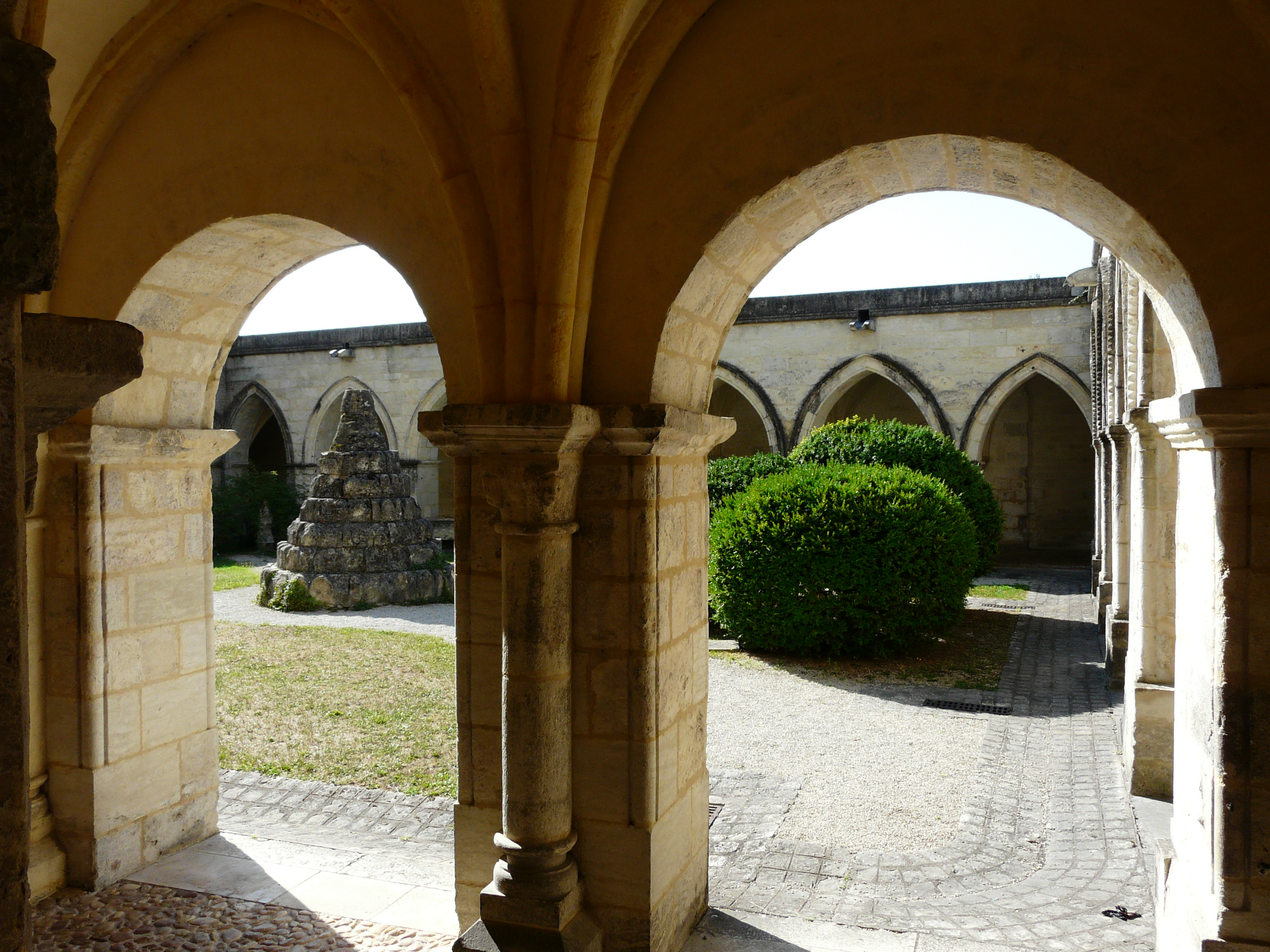
Le cloître de la cathédrale.

Situé à l'est de la cathédrale, le monastère est vaste : sa façade méridionale mesure près de 50 m. Lors de la construction de l'abbaye de Saint-Front en 1047, les moines y ajoutent le cloître, qui est amélioré pendant la construction de l'église à coupoles, en 1173. Les voûtes et arcades sont transformées dans le style gothique aux XIVe et XVe siècles. De 1898 à 1907, l'architecte Paul Boeswillwald rénove le cloître. De 1928 à 1929, l'architecte Henri Rapine achève la restauration de Boeswillwald par la reconstruction de la salle capitulaire dans un style néogothique, couverte d'une charpente en béton armé. De 2001 à 2003, l'architecte Oudin nettoie et fait réparer les voûtes et les murs des quatre galeries, désormais éclairées par des spots directionnels fixés au sol.
Le cloître compte quatre galeries, lieu de lecture et d'enseignement lorsque Saint-Front était une abbaye. Celle du nord, allégorie des ténèbres et de l'Enfer, fait face à celle du sud, orientée vers Jérusalem et représentant la vie et la résurrection. La galerie orientale est le lieu où apparaît le lever de soleil, et celle de l'ouest symbolise la renonciation au monde. Autrefois, les moines ne pénétraient pas dans le jardin, celui-ci étant considéré comme une image du Paradis.

## Les orgues et le carillon

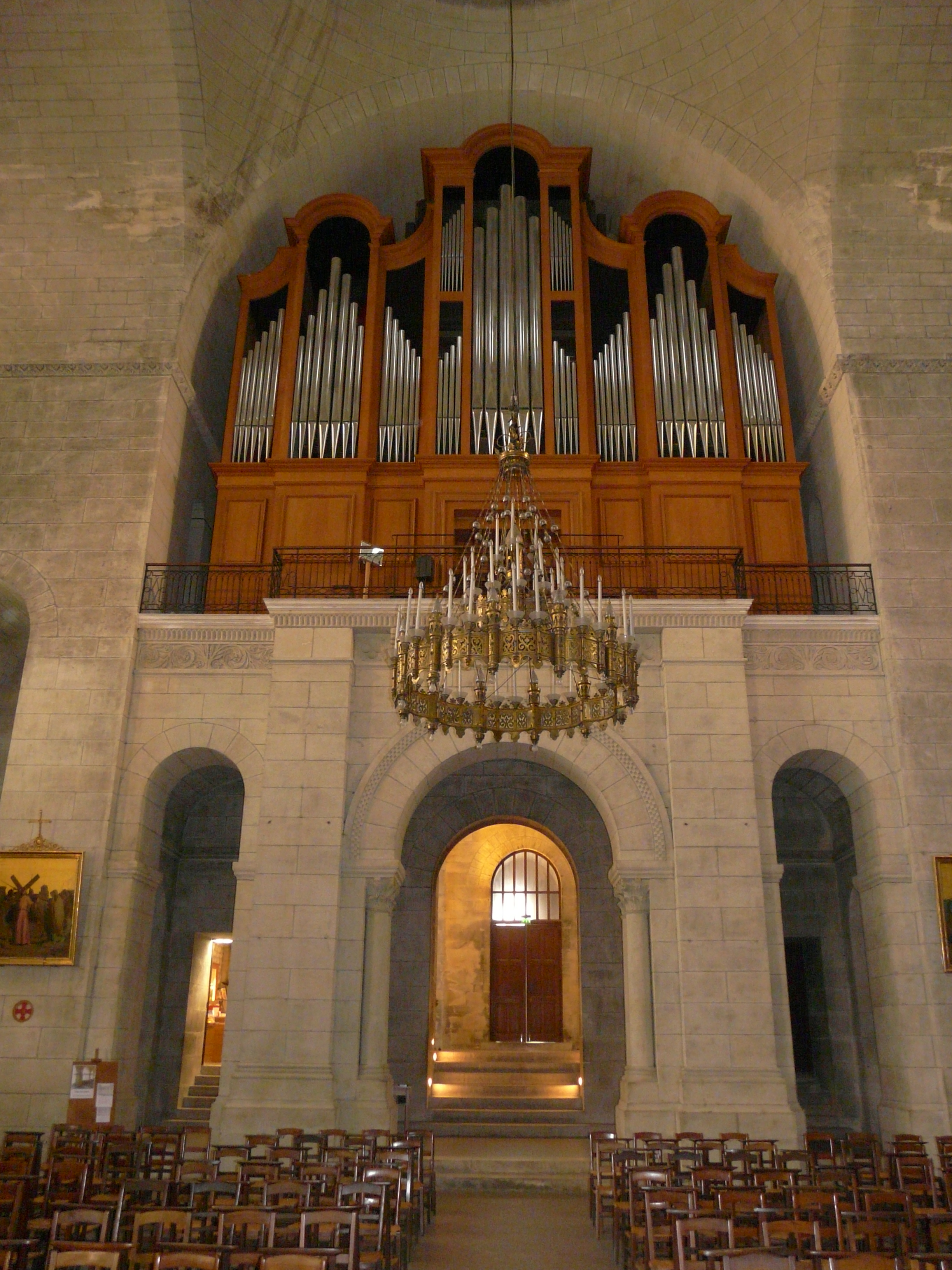
L'orgue de tribune de la cathédrale.

### Orgue de tribune
Œuvre du facteur d'orgue Marin Carouge (1667-1735), le premier Grand orgue de Saint-Front a été fabriqué de 1731 à 1733. Après avoir envisagé de le vendre à la paroisse de Commentry, l'évêché l'entrepose pendant plusieurs années dans son grenier, et le fait déplacer en 1902 à l'église Saint-Étienne-de-la-Cité où son buffet est classé au titre des monuments historiques en 1976.
Un deuxième grand orgue est acquis par l'évêché après avoir été présenté à l'exposition universelle de 1867 à Paris par son créateur, le facteur d'orgues Joseph Merklin. Il est placé sur la tribune ouest de la cathédrale en 1871, une fois le chœur achevé, mais sans buffet, l'intérieur de l'instrument étant dissimulé par une grande toile peinte. La partie instrumentale est remplacée en 1903 par un autre orgue de chœur construit deux ans auparavant par la maison Mutin-Cavaillé-Coll. Dans les années 1960, avant la restauration des stalles du chœur, l'orgue est déplacé dans une des chapelles de la cathédrale et dans la crypte. Sa partie instrumentale est classée au titre des monuments historiques le 24 novembre 1980 mais faute d'entretien, l'instrument devient muet à Noël 1982. Il est démonté en 1985 et transporté dans les ateliers Quoirin, près de Carpentras, qui le restaurent,. Cette rénovation s'accompagne de la création d'un buffet en chêne. Revenu à Saint-Front en février 1998, l'orgue est assemblé pendant trois mois et peut à nouveau faire retentir ses sonorités le 14 juin 1998. Il compte désormais 2 000 tuyaux.
Composition
| Grand-Orgue 56 notes |
| Montre 16'           |
| Bourdon 16'          |
| Montre 8'            |
| Bourdon 8'           |
| Flûte harmonique 8'  |
| Gambe 8'             |
| Prestant 4'          |
| Flûte 4'             |
| Quinte 3'            |
| Cornet V rgs         |
| Plein-jeu V rgs      |
| Bombarde 16'         |
| Trompette 8'         |
| Clairon 4'           |

| Récit expressif 56 notes |
| Principal 8'             |
| Flûte harmonique 8'      |
| Bourdon 8'               |
| Gambe 8'                 |
| Voix céleste 8'          |
| Flûte 4'                 |
| Flageolet 2'             |
| Plein-jeu III rgs        |
| Cor anglais 16'          |
| Trompette 8'             |
| Basson-hautbois 8'       |
| Voix humaine 8'          |
| Clairon 4'               |

| Pédale 30 notes |
| Flûte 16'       |
| Soubasse 16'    |
| Flûte 8'        |
| Bombarde 16'    |

### Orgue de chœur

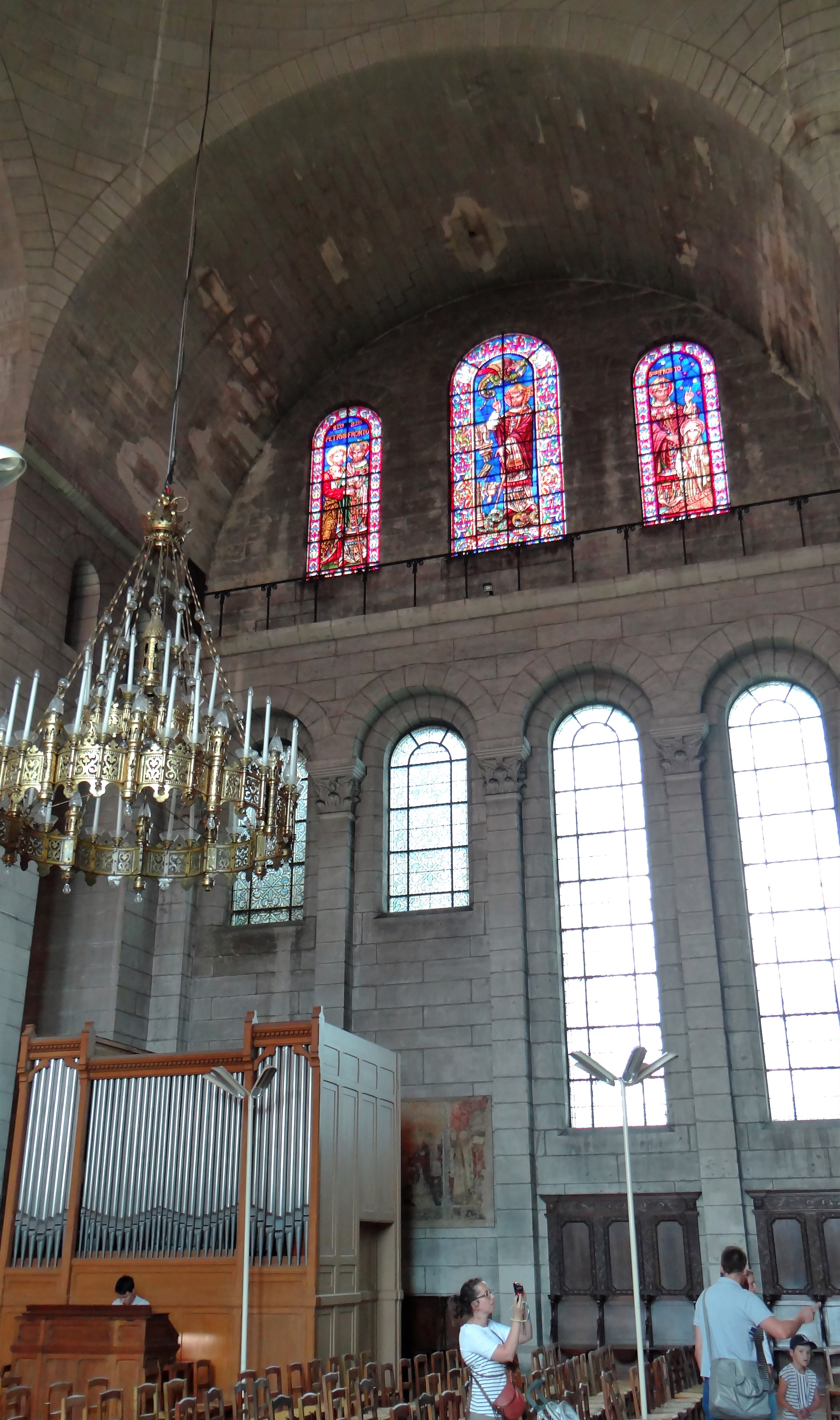
L'orgue de chœur dans la cathédrale.

Un orgue de chœur fabriqué en 1842-1843 par la manufacture d'orgues Daublaine Callinet est livré à Saint-Front en 1843,. Il est vendu à la paroisse de Nontron en 1875, où il est installé dans son église Notre-Dame-de-l'Assomption, également appelée Notre-Dame-des-Ronces.
Un nouvel orgue de chœur de style néogothique a été construit en 1901 et installé en 1903 par la maison Mutin Cavaillé-Coll dirigée par Charles Mutin. Il a été déposé dans les années 1960 dans la crypte et une chapelle de la cathédrale au moment de la restauration des stalles, et remplacé par un positif construit par Jean-Loup Boisseau. Il a été remonté et restauré en 1994 par Lucien Simon de Brousse (Puy-de-Dôme). L'orgue comprend dix-sept jeux, deux claviers manuels de 56 notes et un pédalier 30 notes,.
La partie instrumentale de l'orgue a été classée à titre d'objet aux monuments historiques le 24 novembre 1980.
Composition
| Grand-Orgue 56 notes  |
| Bourdon 16'           |
| Montre 8'             |
| Bourdon 8'            |
| Flûte harmonique 8'   |
| Prestant 4'           |
| Plein-jeu III-IV      |
| Trompette 8'          |
| Clairon harmonique 4' |

| Récit expressif 56 notes |
| Bourdon 8'               |
| Flûte harmonique 8'      |
| Dulciane 8'              |
| Voix céleste 8'          |
| Flûte octaviante 4'      |
| Flageolet 2'             |
| Trompette harmonique 8'  |
| Basson-hautbois 8'       |

| Pédale 30 notes |
| Contrebasse 16' |

### Carillon
Le carillon de la cathédrale Saint-Front est composé de dix-sept cloches, dont dix fixes et sept dites « de volée », célébrant les évènements religieux. Ces dernières ont été installées sur trois étages en 1847. Le gros bourdon pèse 2 088 kg et la plus petite cloche environ 391 kg. Le carillon de Saint-Front a été enregistré en 1938, pour être utilisé par la radio nationale comme annonce du programme religieux dominical.

## Vitraux

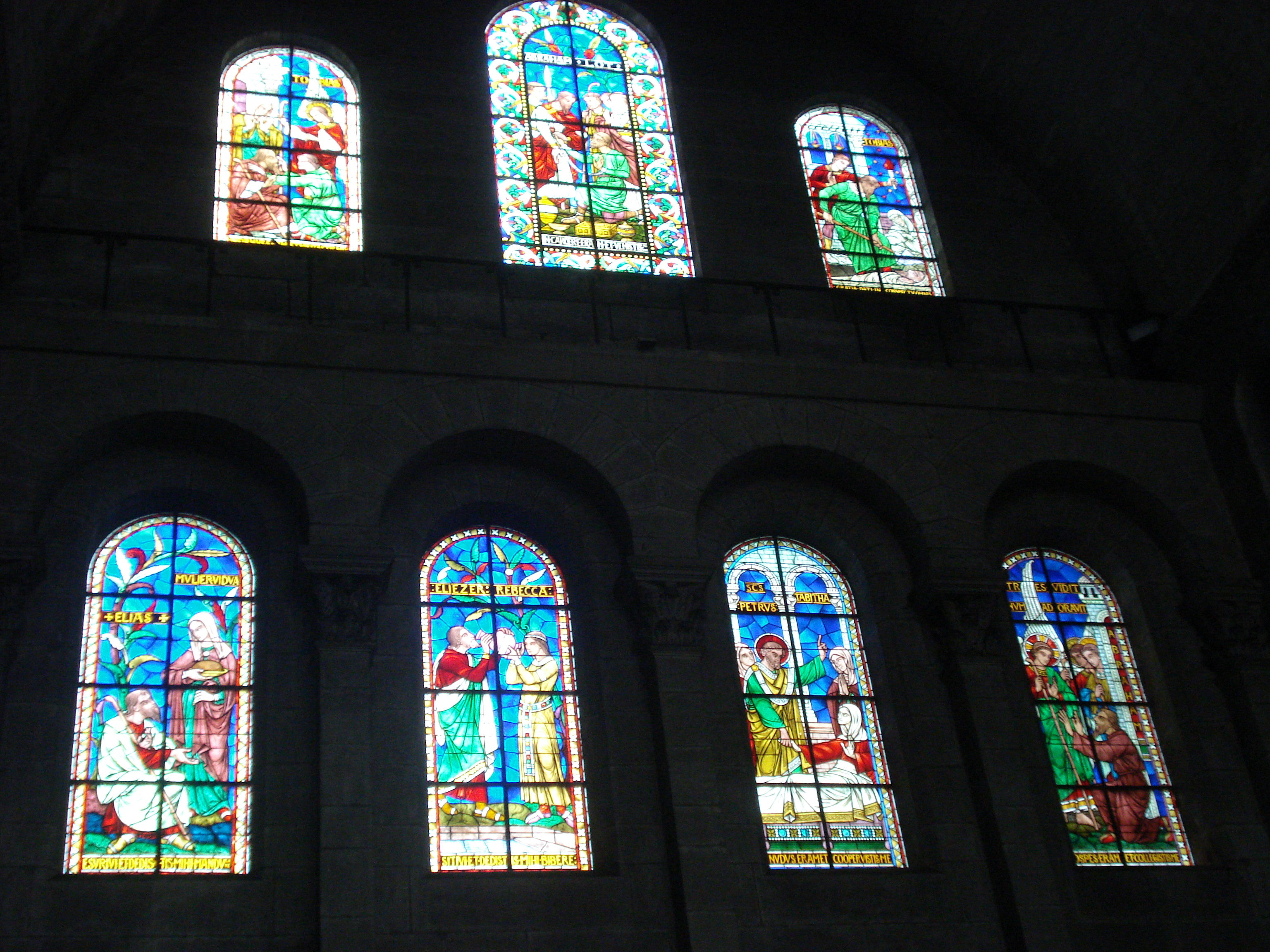
Une partie des vitraux de la cathédrale.

Il ne reste aucun vitrail ancien de la cathédrale. Les grisailles posées dans le bras nord du transept ont été réalisées à partir de copies faites sur des fragments anciens.
Les vitraux de la cathédrale ont été réalisés pendant la restauration de Paul Abadie au XIXe siècle par Alfred Gérente (coupole Nord) et Didron.
Les vitraux du bras nord du transept sont l'œuvre d'Alfred Gérente qui a remplacé son frère Henri Gérente mort prématurément. Les vitraux de Gérente ne sont pas tous signés. Ils se distinguent car ils comportent tous, en partie haute, le dessin d’un bâtiment à coupole. Ils représentent :
- au-dessus de la porte, au nord : David, Siméon et Isaïe qui déclarent l'arrivée de Jésus-Christ ;
- face à l'autel de la Vierge apparaissent Judith, Élisabeth et Esther qui annoncent l'approche de Marie[106] ;
- au-dessus de l'autel de la Vierge : Joseph, époux de Marie, Joachim, son père, et Anne, sa mère, avec leur fille la Vierge Marie.
- dans la chapelle de la Vierge : Vierge à l'Enfant.

Les vitraux se trouvant au droit des coupoles est et ouest sont l'œuvre d'Édouard Didron, neveu et fils adoptif d'Adolphe Napoléon Didron. Ils se repèrent facilement car ils sont tous signés.
Deux groupes de sept vitraux sont situés à l'ouest, de chaque côté du grand orgue. Sur le mur nord, sont illustrées des actions caritatives par saint Matthieu citées dans l'Ancien Testament. Sur le mur sud apparaissent les Béatitudes de l'évangile selon Matthieu.
Lors d'une tempête de grêle, les vitraux au sud ont été fendus.
À l'est, sept vitraux situés au fond de l'abside, cachés en grande partie par le retable, représentent les sept églises auxquelles fait référence Jean dans le livre de l'Apocalypse. Les autres sont consacrés à saint Front, par la représentation au nord de l'autorité religieuse du Christ et au sud de l'autorité civile du Christ.
La première restauration des vitraux a été confiée aux deux fils de Gustave Pierre Dagrant.

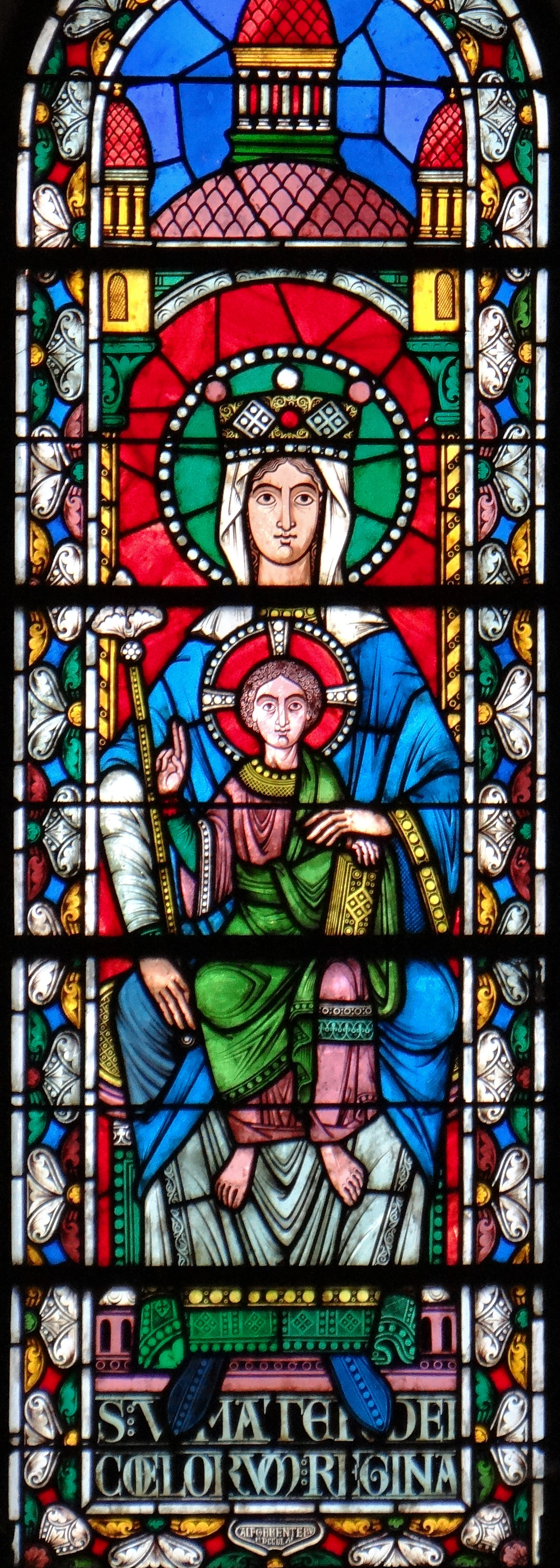
Chapelle de la Vierge : Vierge à l'Enfant Alfred Gérente
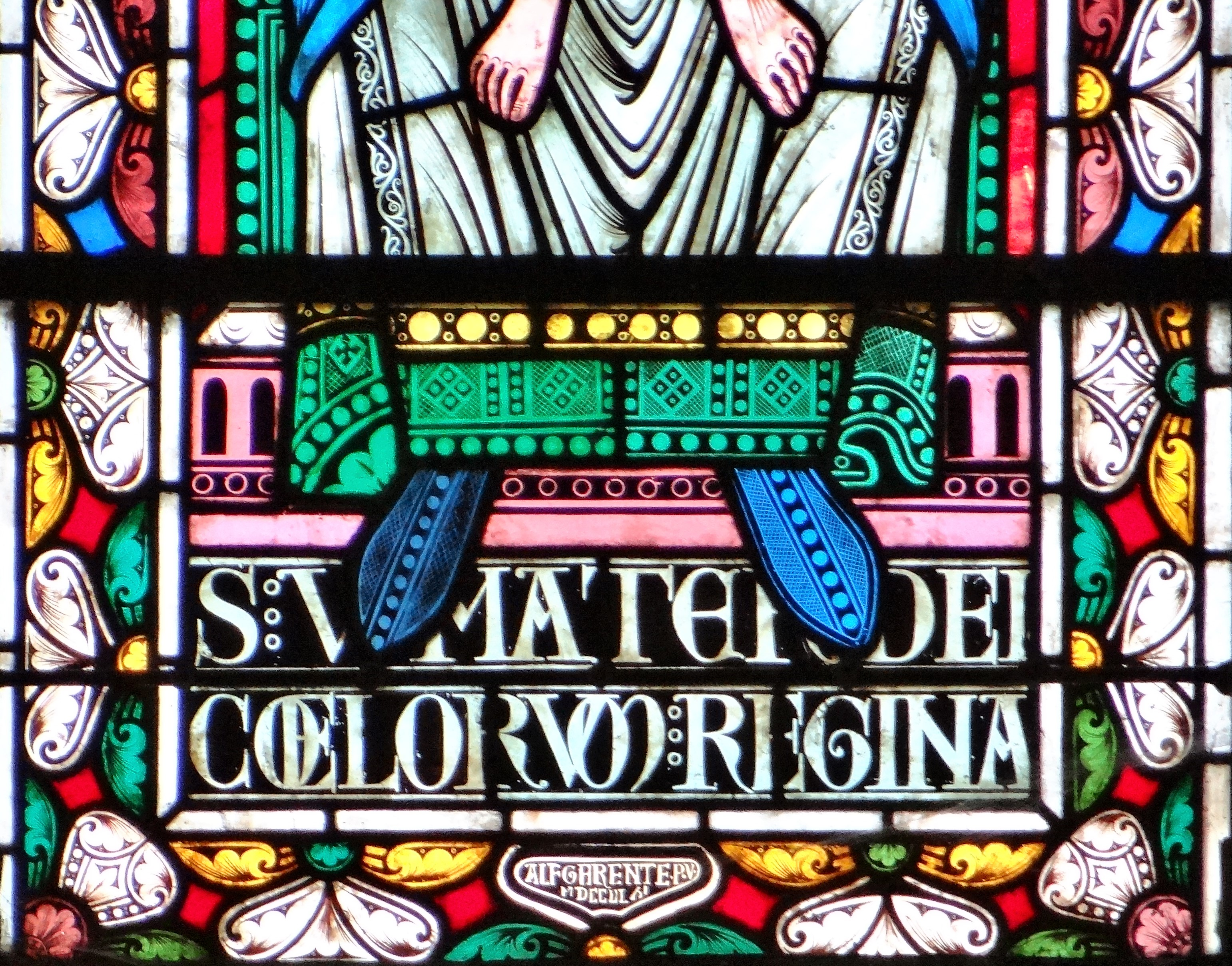
Signature du vitrail par Alfred Gérente
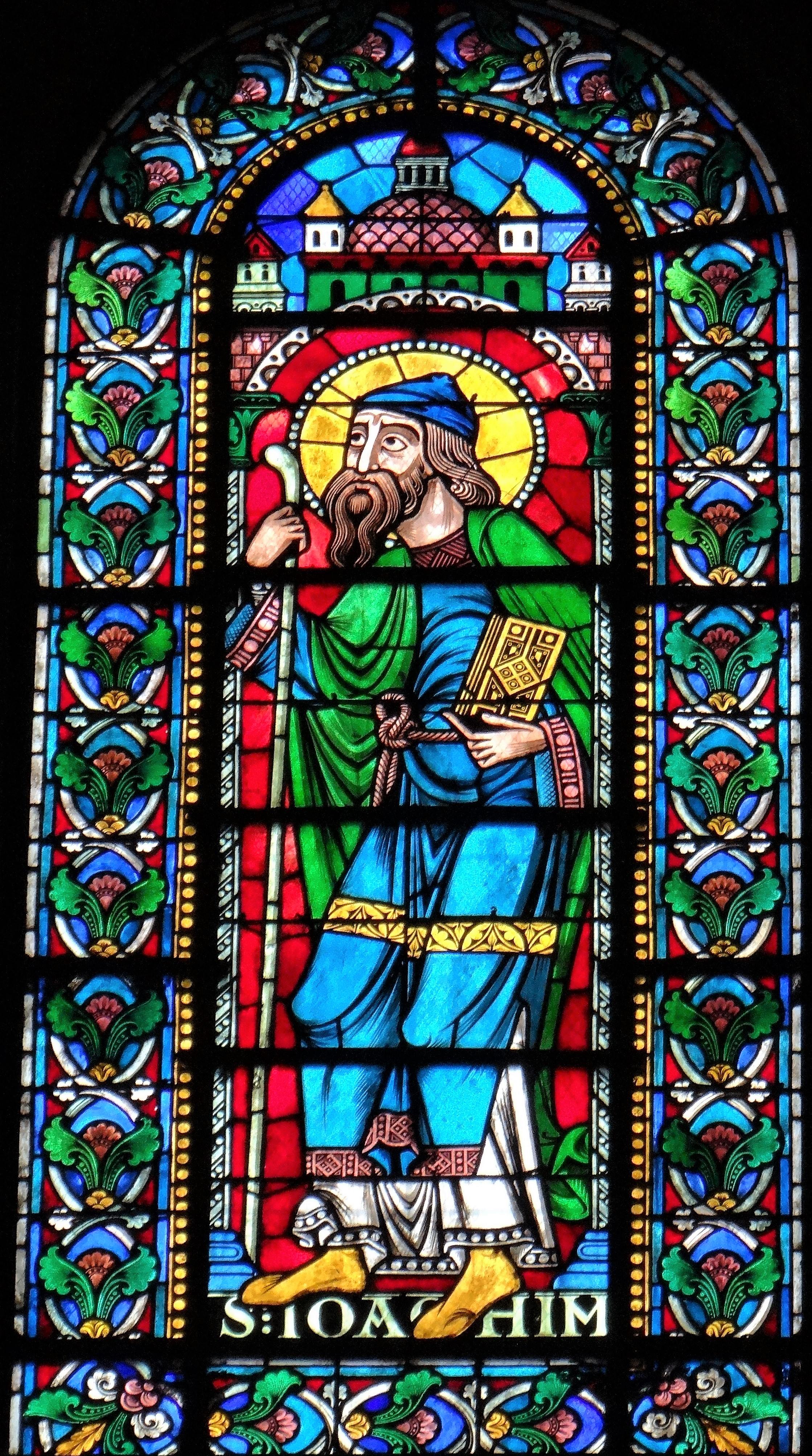
Vitrail de saint Joachim Alfred Gérente
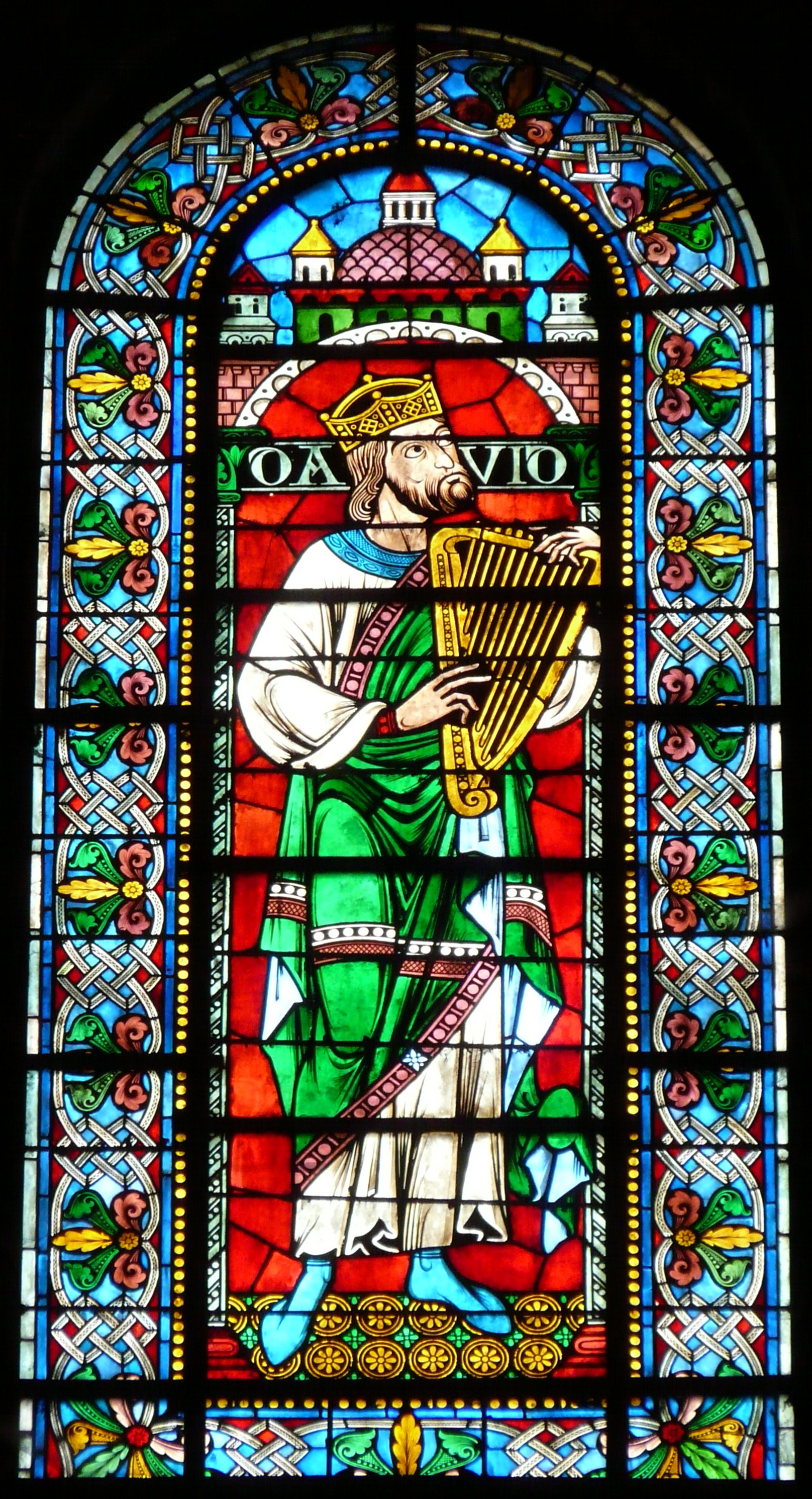
Vitrail de David David Alfred Gérente
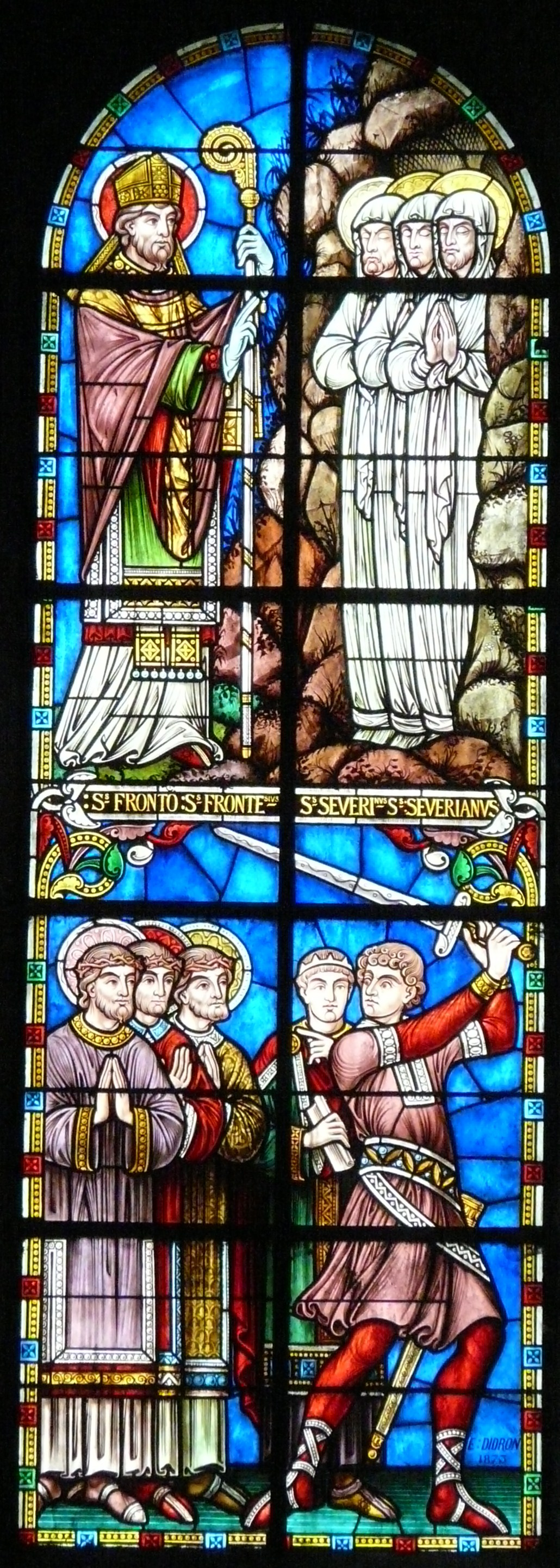
Vitrail de saint Front Édouard Didron
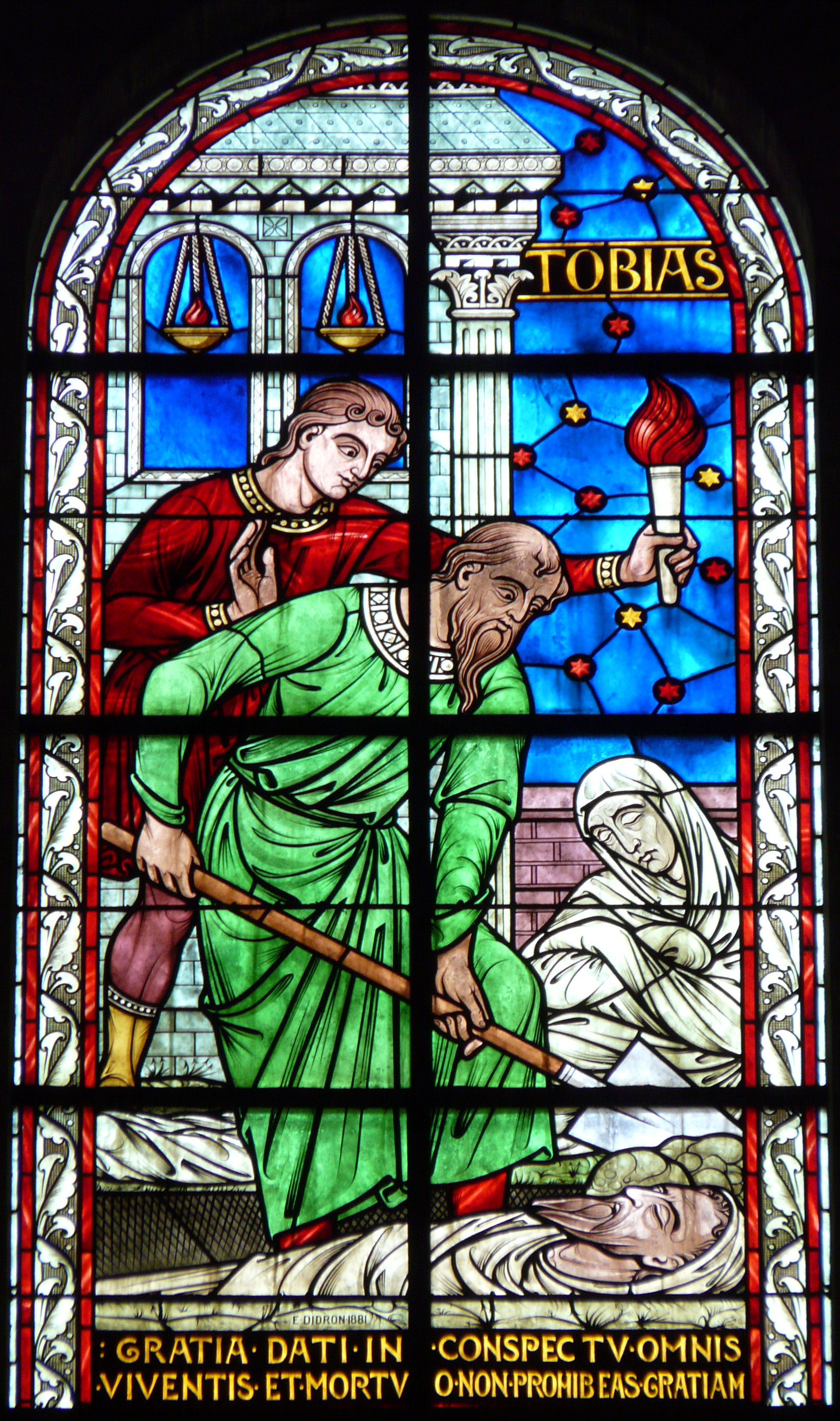
Vitrail des Œuvres de miséricorde Édouard Didron
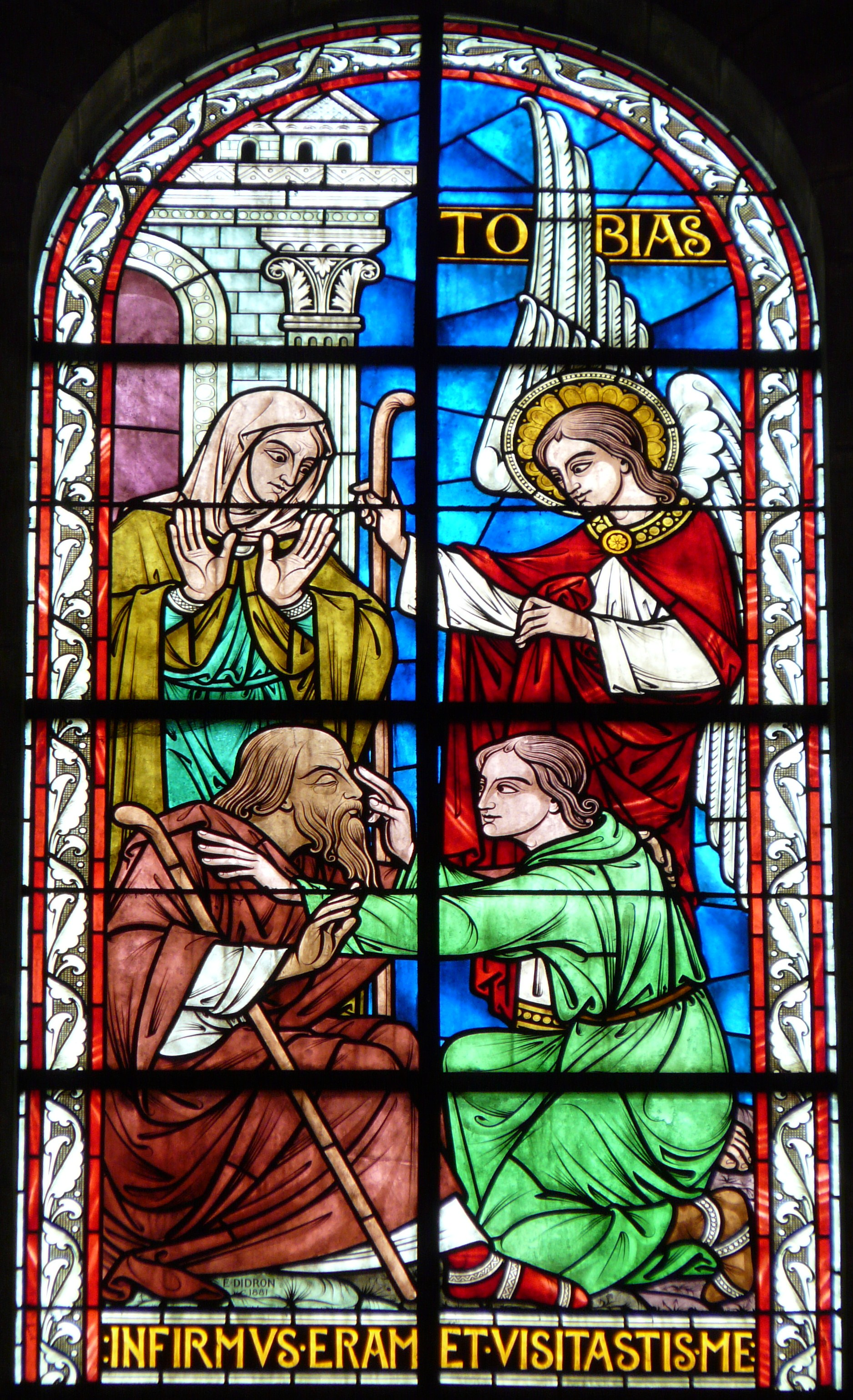
Vitrail des Œuvres de miséricorde Édouard Didron
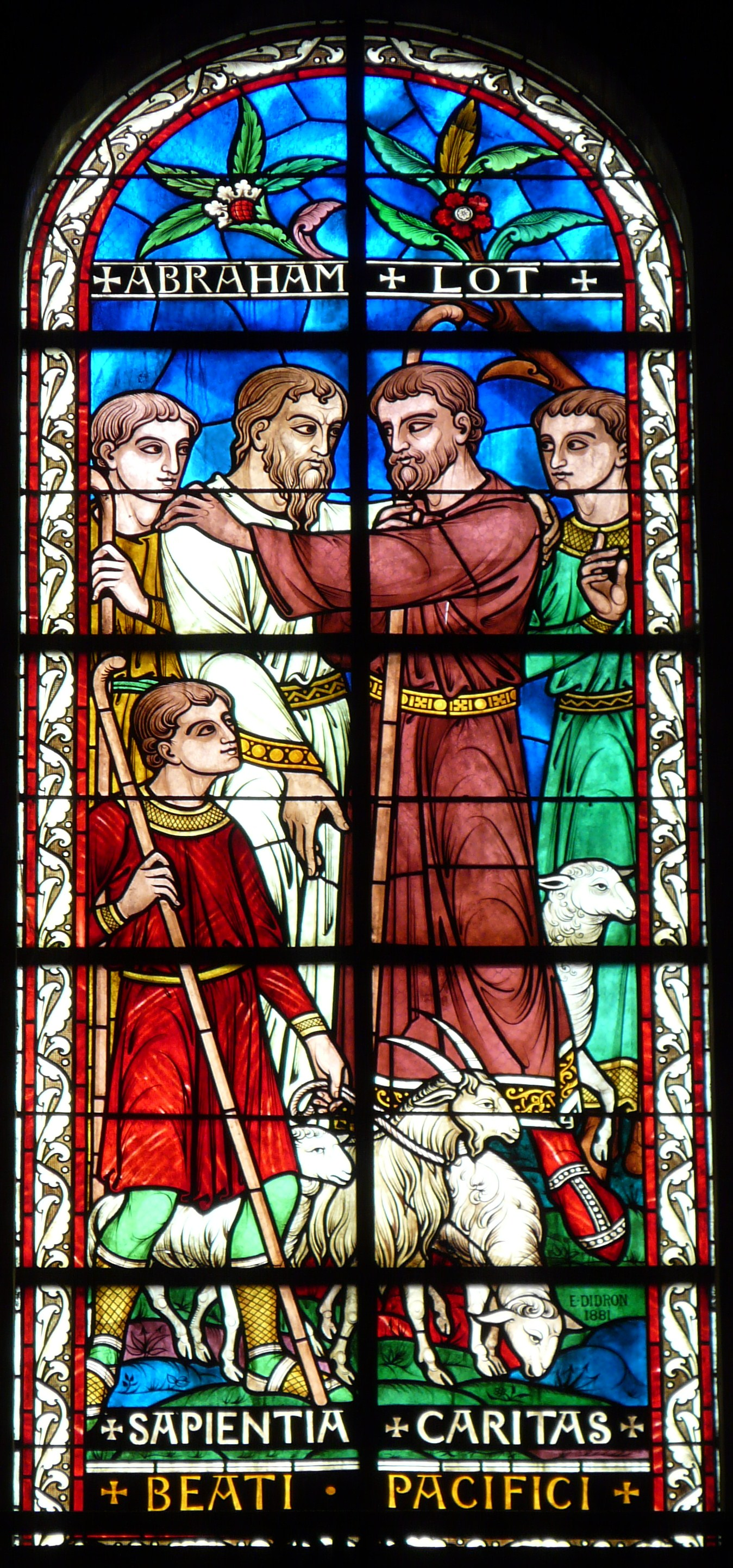
Vitrail des Béatitudes Édouard Didron

## Retable du collège des jésuites

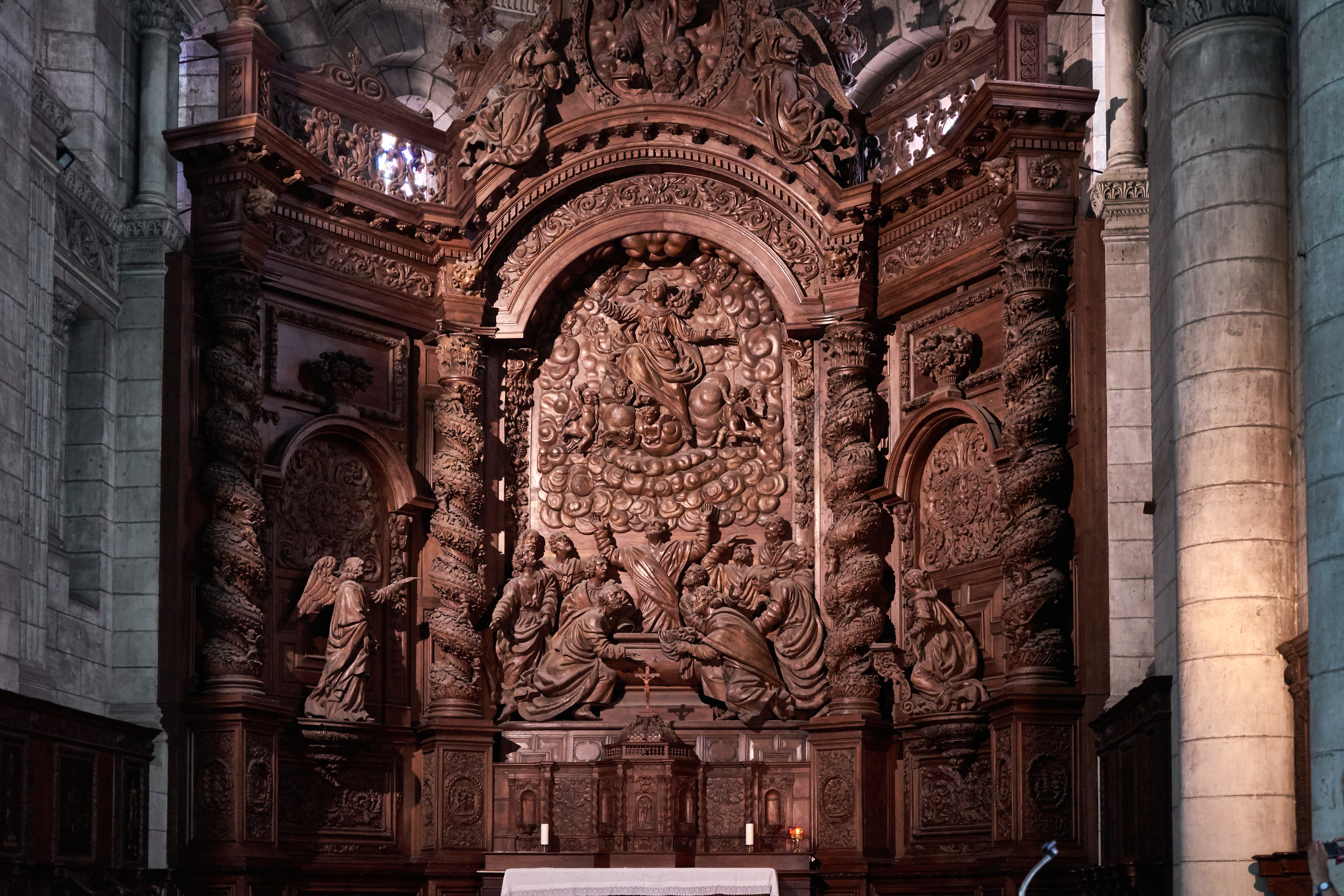
Le grand retable dans l'abside.

L'abside est cachée par un grand retable du XVIIe siècle réalisé pour la chapelle du collège des Jésuites de Périgueux.
Un collège existe à Périgueux depuis 1530. Les Jésuites chassés de Bordeaux en 1589 sont venus s'établir à Périgueux et, en 1592, ont été chargés de la direction du collège. Deux années plus tard, l'attentat de Jean Châtel a entraîné leur proscription du royaume. Les archives municipales montrent que cela n'a pas été appliqué à Périgueux. L'évêque de Périgueux et son chapitre certifient au roi que les Jésuites sont bien présents le 26 juillet 1598. Ils prêtent serment de fidélité au roi en 1604. En mars 1605 est posée la première pierre du grand bâtiment, c'est-à-dire la maison d'habitation.
En 1631, un frère architecte prend la direction des travaux, en commençant probablement par la chapelle. La chapelle du collège n'est pas terminée en 1644. Entre 1644 et 1651, les travaux de construction sont dirigés par le frère Legereau aidé par les frères Haroué puis Biziou. Il n'y a plus de mention de travaux après 1651. En 1654, le frère Simon Taillefer travaille à dorer le tabernacle. Une minute du notaire Maigne du 9 janvier 1656 mentionne le dernier paiement des verrières.
Un contrat du 5 septembre 1652 mentionne un sculpteur de Rouen, « Mathieu le Pilleux, habitant au collège des R.P. Jésuites et par eux employé à la faction et à la construction de leur tabernacle ». Il a peut-être travaillé sur l'autel entre 1652 et 1660 mais cette hypothèse a été critiquée en attribuant l'autel au père Laville ou au père Belleville qui est présent à Périgueux entre 1684 et 1690 où il est cité comme faber lignaris. Le chanoine Roux préfère lui attribuer la chaire de la chapelle.
Le 6 août 1762, le parlement de Paris supprime la Compagnie de Jésus. Le collège a continué sous la direction des Jacobins, puis des Missionnaires, enfin des Doctrinaires jusqu'à la Révolution.
Après la démolition de cette chapelle en 1808, le retable a été remonté en 1811 dans l'absidiole nord de la cathédrale Saint-Front. Il est déplacé sur le côté nord de la nef pendant les travaux de restauration de la cathédrale par Paul Abadie puis transféré dans l'église Saint-Étienne-de-la-Cité en octobre 1882. En 1974, après le concile Vatican II, la disposition de la cathédrale est modifiée. Le maître-autel est placé au centre de la cathédrale pour que le desservant soit face aux fidèles pendant les offices. L'abside romane construite par Paul Abadie étant nue, Jean Secret a proposé d'y replacer le retable baroque dont le style ne s'accordait pas avec l'église Saint-Étienne-de-la-Cité. Il est finalement revenu dans la cathédrale Saint-Front, en 1974, après restauration. Ce retable a longtemps été attribué au père Laville, mais la découverte du contrat, daté de septembre 1652, montre qu'il a été réalisé par le sculpteur rouennais Mathieu Le Pilleux.
Ce retable évoque l'histoire de l'Assomption de Marie dans sa partie centrale selon le récit de Jean Damascène. En partie basse, les apôtres entourent le tombeau de Marie qu'ils ont trouvé vide. Un apôtre, peut-être saint Thomas, les bras levés regarde l'Assomption de la Vierge appelée par son Fils qui est représenté au-dessus et tient une couronne. Au-dessus a été sculpté le monogramme IHS tenu par deux anges. L'Annonciation y a été représentée avec, de part et d'autre, à gauche, l'archange Gabriel, et, à droite, Marie. L'abbé Audierne a écrit dans son Guide monumental, statistique, pittoresque et historique de la Dordogne que Marie a le visage d'Anne d'Autriche, ce qui peut rappeler le vœu de Louis XIII qui consacre son royaume à la Vierge Marie après la naissance de Louis XIV, en 1638. Les costumes sont ceux de l'époque de Louis XIII.
En novembre et décembre 2020, le retable est restauré.

## Mobilier - Tombeaux - Statues
Les stalles de part et d'autre du chœur proviennent de l'abbaye Notre-Dame de Ligueux, surmontées pour certaines de miséricordes ou d'un cadre sculpté où figurent peints la Nativité, la Crucifixion, des Apôtres et des saints. Des peintures du XVIe siècle sont encore visibles sur le mur sud. Des peintures murales du XVe siècle trouvées en 1972 dans la chapelle de l'hôpital Sainte-Marthe ont été déposées, restaurées, scindées en quatre panneaux et exposées dans la cathédrale.
La chaire à prêcher du milieu du XVIIe siècle est classée aux monuments historiques au titre d'objet le 12 juin 1978.
Dans la chapelle se trouvant dans le bras sud du transept a été placé un autel provenant de la chartreuse de Vauclaire. Par convention du 20 janvier 1761, il avait été commandé au sculpteur italien Contestabile par la chartreuse de Vauclaire. Il a été achevé en 1762 à Toulouse par le sculpteur, mort le 8 juillet 1762. Le maître-autel a été installé dans la chartreuse en novembre 1762. Au XIXe siècle, il a été ensuite transporté dans la cathédrale de Périgueux. Il a été classé aux monuments historiques au titre immeuble en 1840.
Les lustres des coupoles ont été réalisés sur le dessin de Paul Abadie. Ces lustres, qui représentent la Jérusalem céleste, ont d'abord été utilisés pour éclairer le mariage de Napoléon III et Eugénie de Montijo dans la cathédrale Notre-Dame de Paris, le 30 janvier 1853.

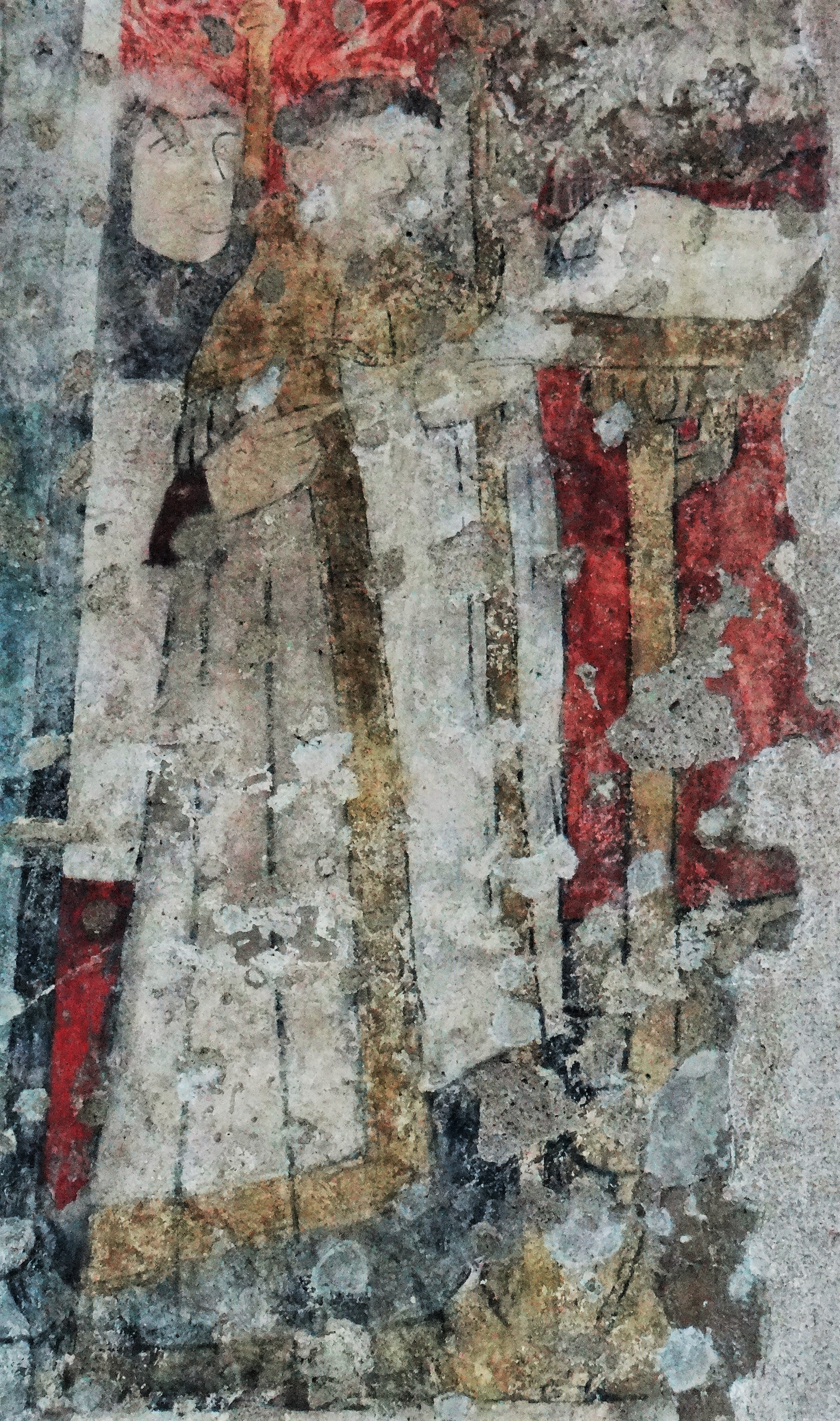
Vestiges de peinture murale.
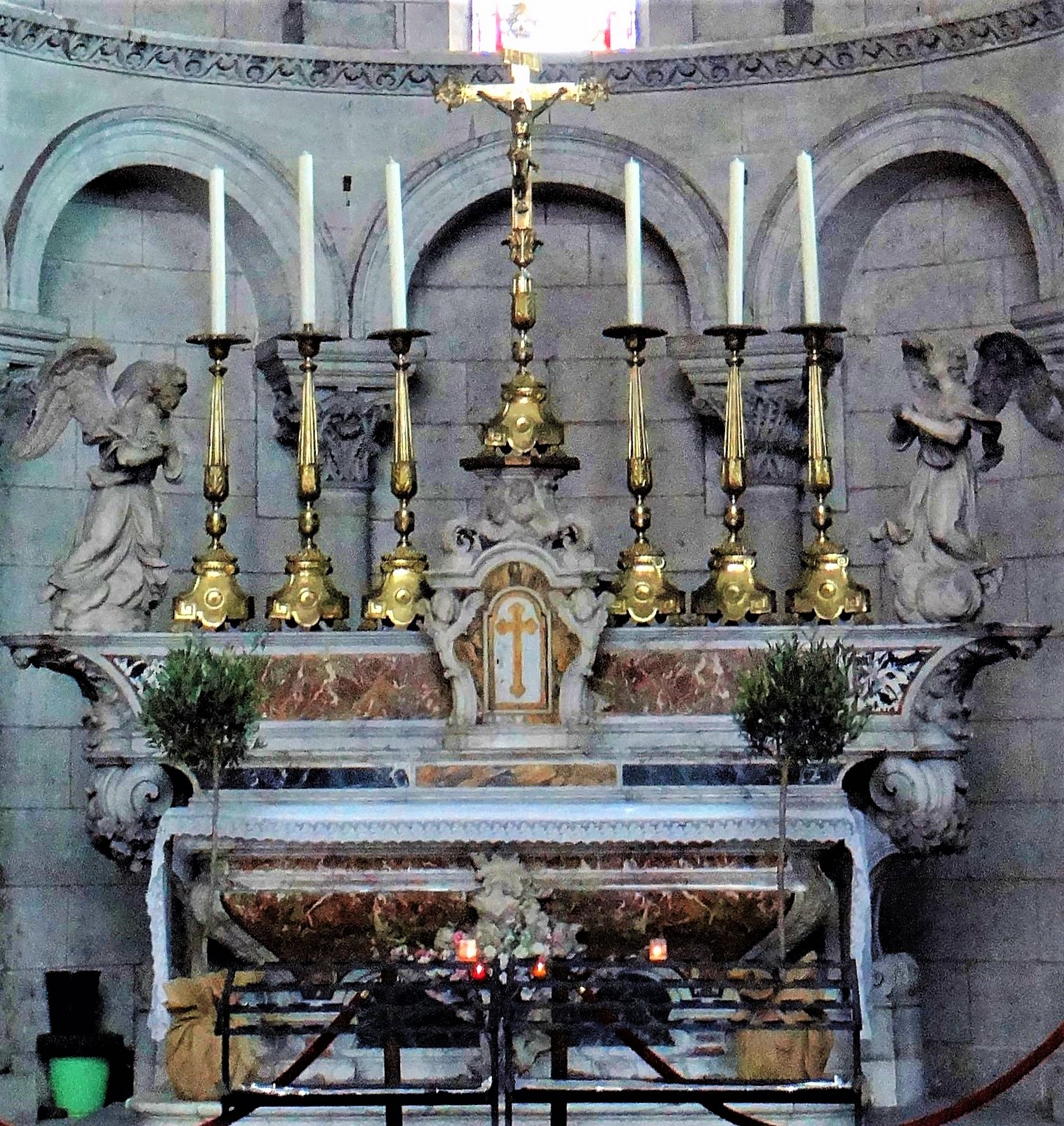
Maître-autel provenant de la chartreuse de Vauclaire.
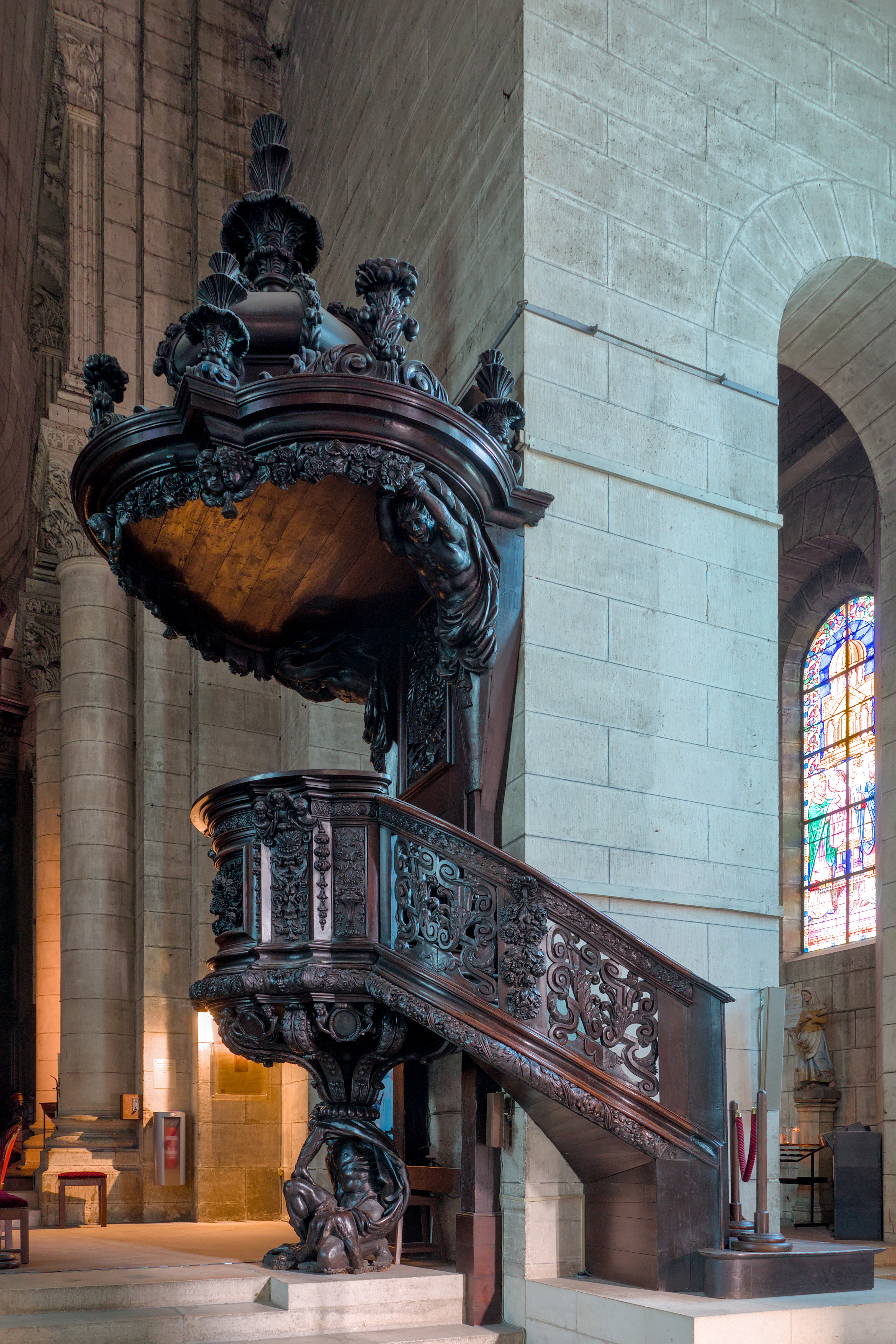
Chaire à prêcher.
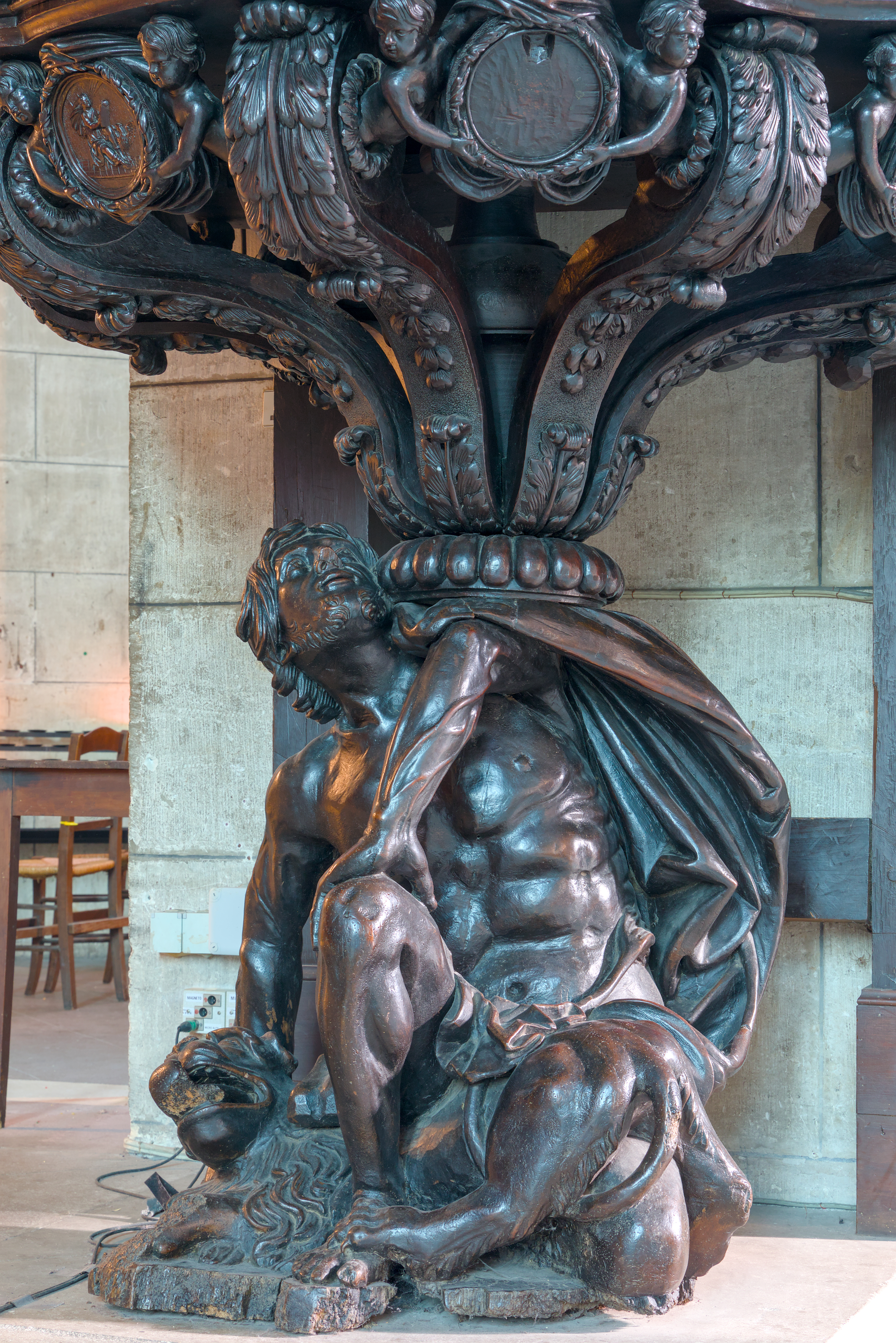
Hercule soutenant la chaire.
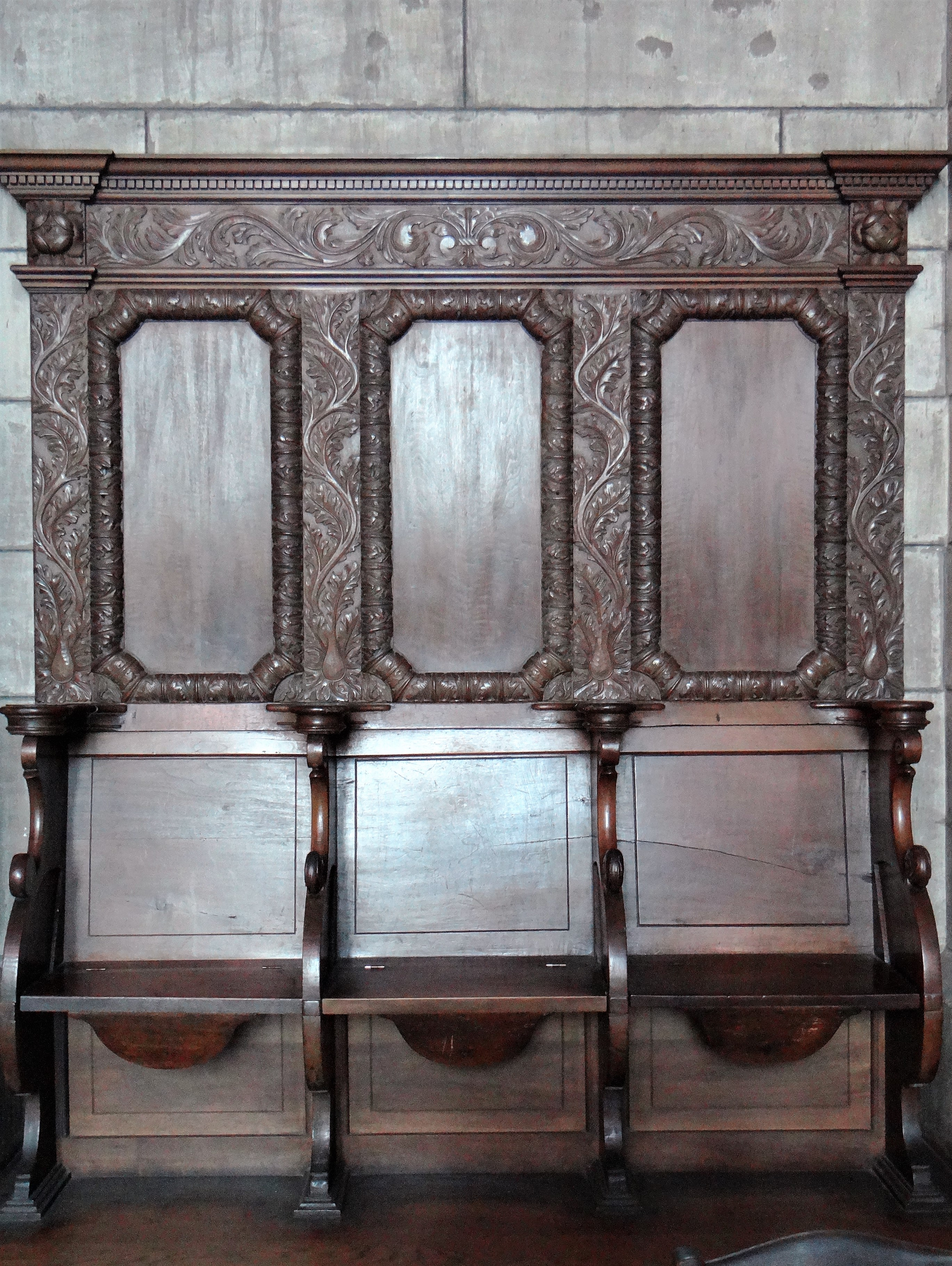
Stalles venant de l'abbaye de Ligueux.
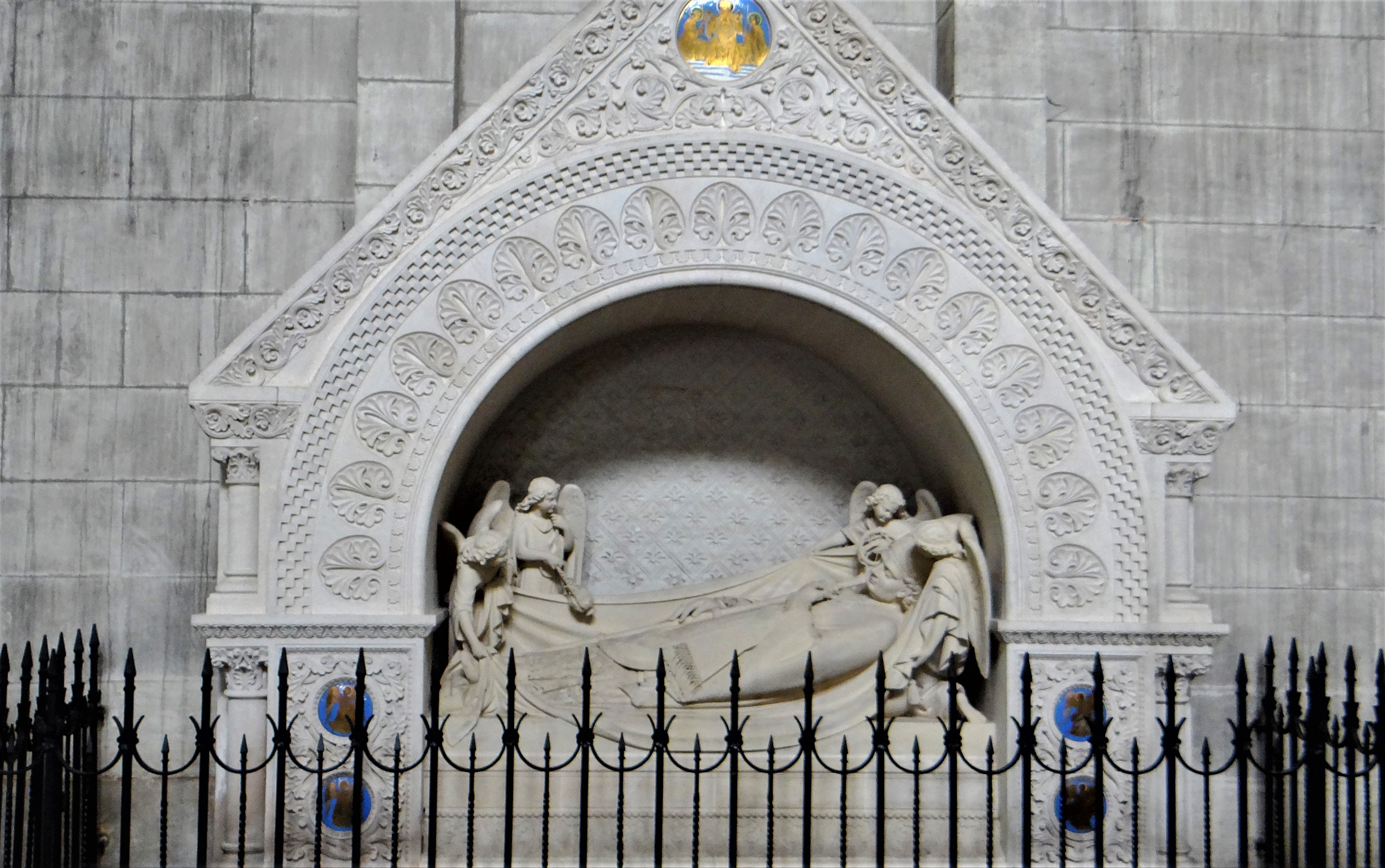
Tombeau de Jean-Baptiste-Amédée George de La Massonnais. Le gisant de l'évêque a été sculpté en 1863 par Michel-Pascal.
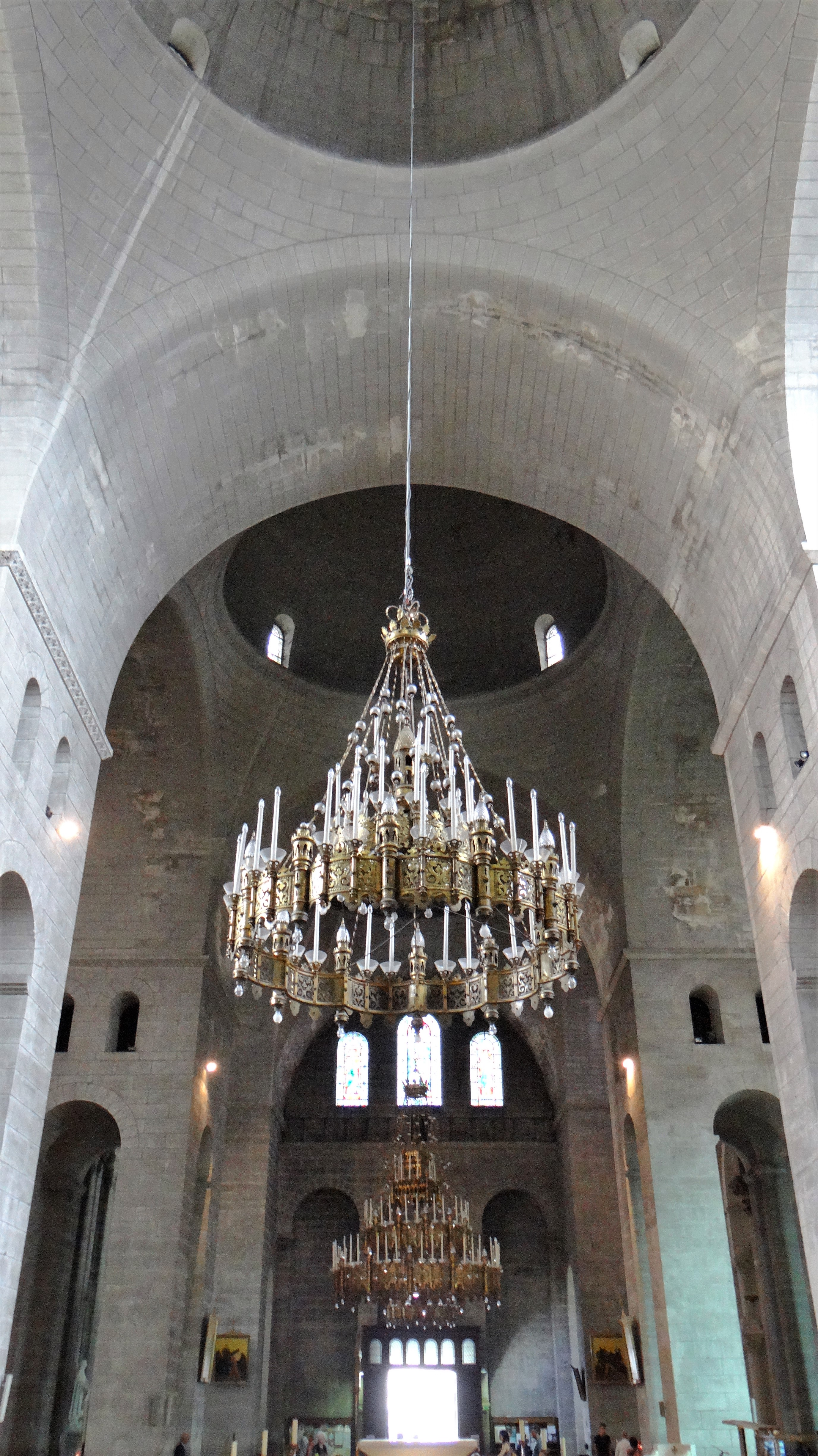
Les lustres des coupoles sud et centrale de la cathédrale

## Philatélie
En 1947, l'administration postale française a émis plusieurs timbres-poste représentant des cathédrales françaises, parmi lesquelles un de la cathédrale Saint-Front (no 774 Yvert et Tellier), monochrome, d'une valeur de 4 F + 3 F.